# Österreich 2016
Dieser Artikel listet Ereignisse des Jahres 2016 in Österreich auf.

## Allgemein
- 4. Februar: Der 60. Wiener Opernball wird von Plácido Domingo und Olga Peretyatko eröffnet
- 3. April: ORF und Falter veröffentlichen ihre Rechercheergebnisse zu den Panama Papers[1]
- 10. April: Die Finanzmarktaufsichtsbehörde (FMA) verfügt einen Schuldenschnitt für die Heta Asset Resolution, der Abbaueinheit der ehemaligen Kärntner Hypo Alpe-Adria. Vorrangige Gläubiger müssen auf 53,98 Prozent ihrer Forderungen verzichten, nachrangige Gläubiger müssen zur Gänze auf ihr Geld verzichten.[2]
- 26./27. April: Wintereinbruch in Südösterreich
- 30. April bis 30. Oktober: Landesausstellung Salzburg 2016
- 8. Mai: Das Fest der Freude findet zum vierten Mal am Wiener Heldenplatz statt
- 10. Juni: 12. Lange Nacht der Kirchen
- 13. Juni: Der Neurowissenschafter Peter Jonas vom Institute of Science and Technology Austria wird mit dem mit 1,5 Millionen Euro dotierten Wittgenstein-Preis ausgezeichnet[3]
- 18. Juni: Regenbogenparade
- 30. Juni bis 2. Juli: Ingeborg-Bachmann-Preis 2016 in Klagenfurt
- 9. August: Alexander Wrabetz wird mit 18 von 35 Stimmen zum dritten Mal in Folge zum ORF-Generaldirektor gewählt, Richard Grasl erhält 15 der 35 Stimmen.[4][5]
- 16. August: Das Wirtschaftsblatt kündigt die Einstellung an, die letzte Ausgabe soll am 2. September erscheinen[6]
- 17. August bis 2. September: Europäisches Forum Alpbach 2016
- 2./3. September: Nach drei Jahren Pause fand die AirPower mit rund 300.000 Besuchern wieder statt
- 10./11. September: Zum dritten Mal fand Open House in Wien statt, bei der man mehr als 80 Gebäude besichtigen konnte.
- 1. Oktober: Lange Nacht der Museen
- 24. Oktober: Auszeichnung der Österreicher des Jahres 2016
- 25. Oktober: Verleihung der Big Brother Awards im Wiener Rabenhof Theater
- 8. November: Verleihung des Österreichischen Buchpreises 2016
- 14. November: Verleihung des Österreichischen Klimaschutzpreises 2016
- 30. November bis 4. Dezember: Bei der Berufseuropameisterschaft EuroSkills in Göteborg holt das österreichische Team vierzehn Medaillen, davon fünfmal Gold, fünfmal Silber und viermal Bronze[7][8]
- 9. Dezember: Bekanntgabe des Österreichischen Wort des Jahres 2016
- 16. Dezember: Bekanntgabe der Österreichischen Journalisten des Jahres
- 31. Dezember: Der Bezirk Wien-Umgebung wurde mit 31. Dezember 2016 aufgelöst

## Wahltermine
- 31. Jänner: Landwirtschaftskammerwahl in der Steiermark[9]
- 28. Februar: Gemeinderats- und Bürgermeisterwahlen in Tirol 2016 (letzte Wahl 2010)
- 5. März: Auszählungstag der Wahl der Landwirtschaftskammer Vorarlberg[10]
- 17. April: Gemeinderatswahl in St. Pölten 2016 (letzte Wahl 2011)
- 24. April: Bundespräsidentenwahl in Österreich 2016
- 22. Mai: Stichwahl zur Bundespräsidentenwahl
- 18. September: Wiederholung der Bezirksvertretungswahl in Wien-Leopoldstadt[11]
- 6. November: Landwirtschaftskammerwahl in Kärnten, 71.000 Personen sind wahlberechtigt[12]
- 4. Dezember: Wiederholung der Stichwahl zur Bundespräsidentenwahl

## Politik

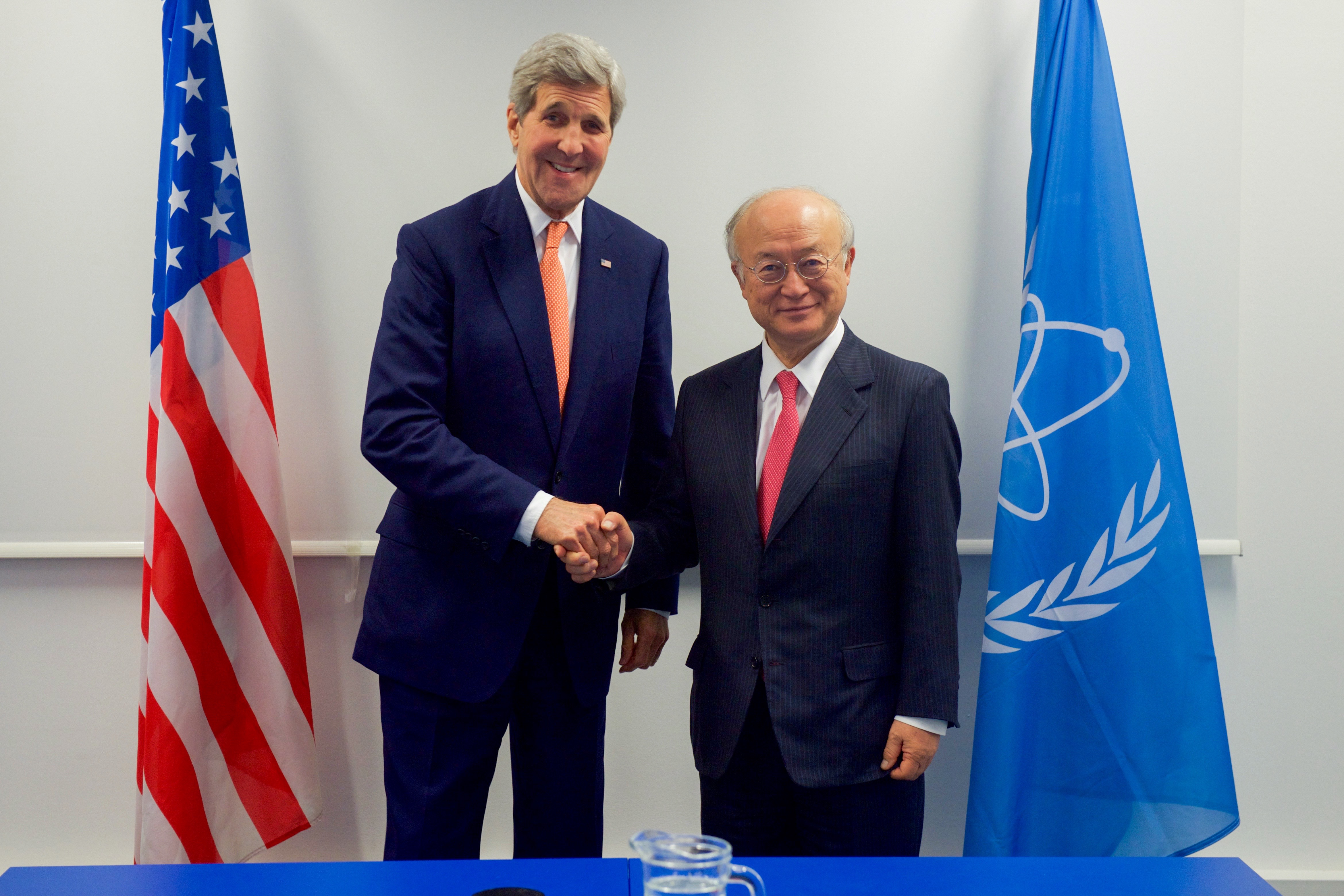
Treffen von John Kerry und Yukiya Amano in Wien zum iranischen Atomprogramm

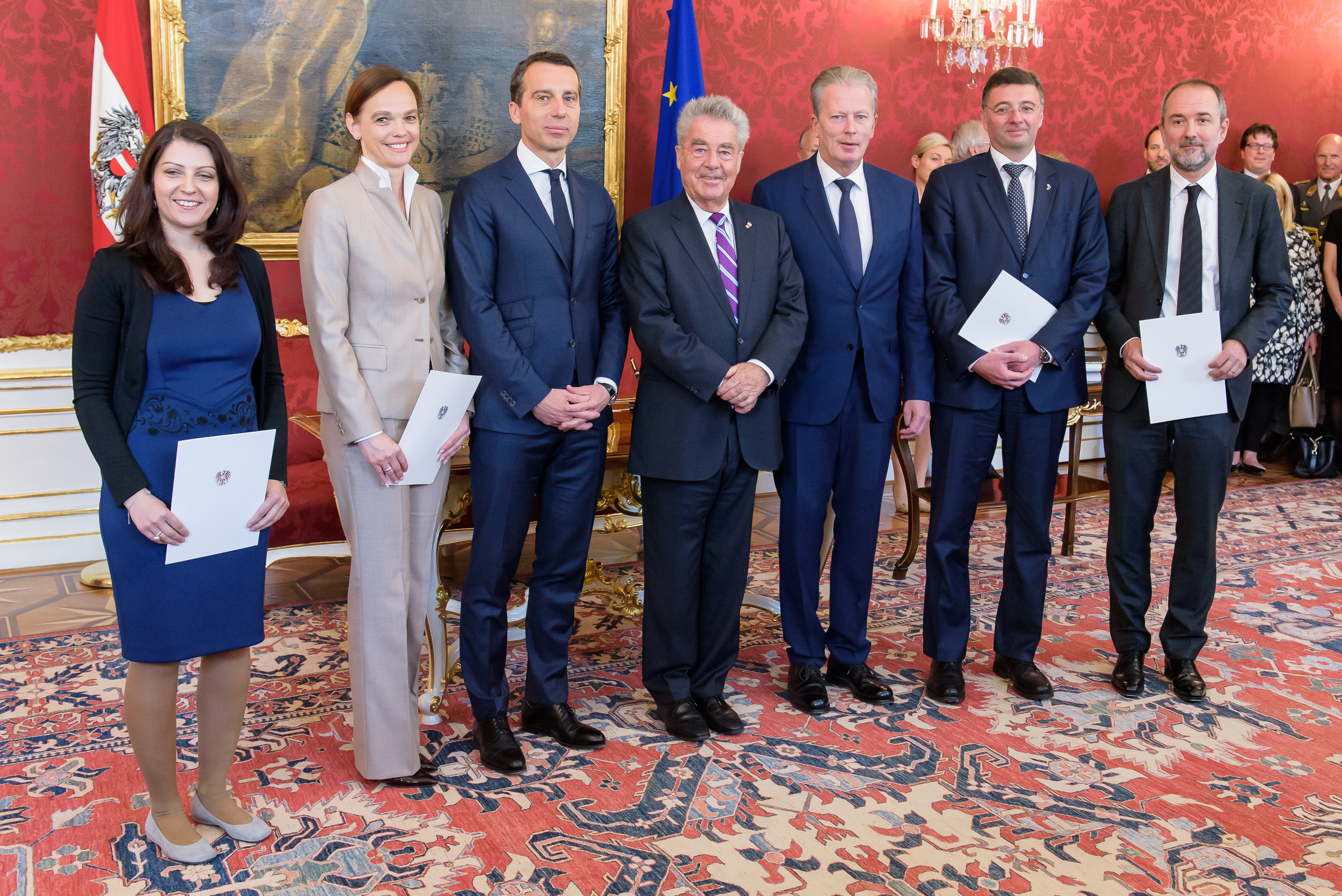
Angelobung der neuen Minister der Bundesregierung Kern

- 1. Jänner: Österreich übernimmt die Präsidentschaft der Central European Defence Cooperation[13]
- 11. Jänner: Der parlamentarische Hypo-Untersuchungsausschuss setzt seine Arbeit fort.[14]
- 15. Jänner: Die SPÖ beschließt nach Bekanntgabe der Kandidatur von Sozialminister Rudolf Hundstorfer bei der Bundespräsidentenwahl in Österreich 2016 eine Umbildung der Bundesregierung Faymann II.[15] Sozialminister wird Alois Stöger, Infrastrukturminister wird Gerald Klug, Verteidigungsminister wird Hans Peter Doskozil. Die Angelobung erfolgte am 26. Jänner.[16]
- 16. Jänner: Nachdem die Internationale Atomenergie-Organisation IAEO das Zurückfahren des iranischen Atomprogramms bestätigt und die Verpflichtungen aus dem im Juli 2015 in Wien vereinbarten Atomabkommen erfüllt sind, werden nach weiteren Gesprächen im Wiener Palais Coburg die jahrelangen Wirtschafts- und Finanzsanktionen gegen den Iran durch die Europäische Union und die Vereinigten Staaten aufgehoben.[17]
- 20. Jänner: Die Regierung kündigt eine Deckelung der Flüchtlingszahl an. 2016 sollen 37.500 Asylwerber aufgenommen werden, bis 2019 sollen es insgesamt maximal 127.500 sein.[18]
- 27. Jänner: Die Regierungsparteien SPÖ und ÖVP beschließen im Parlament mit einfacher Mehrheit das Polizeiliche Staatsschutzgesetz.[19]
- 24. Februar: Westbalkan-Konferenz in Wien
- 1. März: Der Nationalratsabgeordnete Marcus Franz verlässt den ÖVP-Parlamentsklub[20]
- 31. März und 1. April: Konferenz der Verteidigungsminister der Central-European-Defence-Cooperation-Mitgliedstaaten sowie von Polen, Serbien, Mazedonien und Montenegro in Wien. Zentrales Thema ist die Flüchtlingskrise.[21]
- 10. April: Der ÖVP-Vorstand beschließt eine Regierungsumbildung: Innenministerin Johanna Mikl-Leitner wechselt als Landeshauptmann-Stellvertreterin nach Niederösterreich, Finanzlandesrat Wolfgang Sobotka übernimmt das Innenressort.[22][23] Die Angelobung von Sobotka als Innenminister erfolgte am 21. April 2016.[24]
- 27. April: Der Nationalrat beschließt eine Änderung des Asylgesetzes 2005
- 28. April: Ban Ki-moon hält die erste Rede nach dem Rederecht für herausragende Persönlichkeiten sowie für Mitglieder des Europäischen Parlaments in der Plenarsitzung des Nationalrats
- 9. Mai: Bundeskanzler und SPÖ-Chef Werner Faymann gibt seinen Rücktritt bekannt
- 11. Mai: Die österreichische Landeshauptleutekonferenz und Verteidigungsminister Hans Peter Doskozil beschließen einen Stopp der Heeresreform.[25] Mitte Juni präsentiert Doskozil Details zur Bundesheerreform 2016
- 16. und 17. Mai: In Wien beraten Spitzenpolitiker aus über 20 Ländern Ansätze zur Lösung der Konflikte in Bergkarabach, Syrien und Libyen[26]
- 17. Mai: Angelobung von Christian Kern als Bundeskanzler der Bundesregierung Kern
- 18. Mai: Angelobung von Bildungsministerin Sonja Hammerschmid, Kanzleramtsminister Thomas Drozda, Infrastrukturminister Jörg Leichtfried und Staatssekretärin Muna Duzdar[27][28]
- 9. Juni: Der Hauptausschuss des Nationalrates nominiert die ÖVP-Kandidatin Margit Kraker als Präsidentin des Rechnungshofes[29]
- 1. Juli: Der Verfassungsgerichtshof hebt die Stichwahl zur Bundespräsidentenwahl in Österreich 2016 vollständig auf, die Wahl muss in ganz Österreich wiederholt werden
- 8. Juli: Die Amtszeit von Bundespräsident Heinz Fischer endet.
- 21. September: Der Nationalrat beschließt die Verlegung der Wiederholung der Bundespräsidenten-Stichwahl auf den 4. Dezember. Ursprünglich hätte diese am 2. Oktober stattfinden sollen. Beschlossen wurde außerdem eine Aktualisierung des Wählerverzeichnisses, Voraussetzung für das Stimmrecht ist nun, dass am Wahltag der 16. Geburtstag erreicht ist.[30]
- 10./11. Oktober: Der Vorsitzende der Gewerkschaft öffentlicher Dienst (GÖD), Fritz Neugebauer, erklärt nach 19 Jahren im Amt seinen Rücktritt. Zu seinem Nachfolger und damit siebenten GÖD-Vorsitzenden in der Zweiten Republik wird Norbert Schnedl gewählt.[31][32][33]
- 29. Oktober: Kongress Verteidiger Europas in Linz
- 9. November: Der Nationalrat beschließt die Einführung eines zentralen Wählerregisters. Volksbegehren sollen künftig unter Verwendung der Bürgerkarte bzw. der Handy-Signatur elektronisch unterstützt werden können.[34]

## Sport

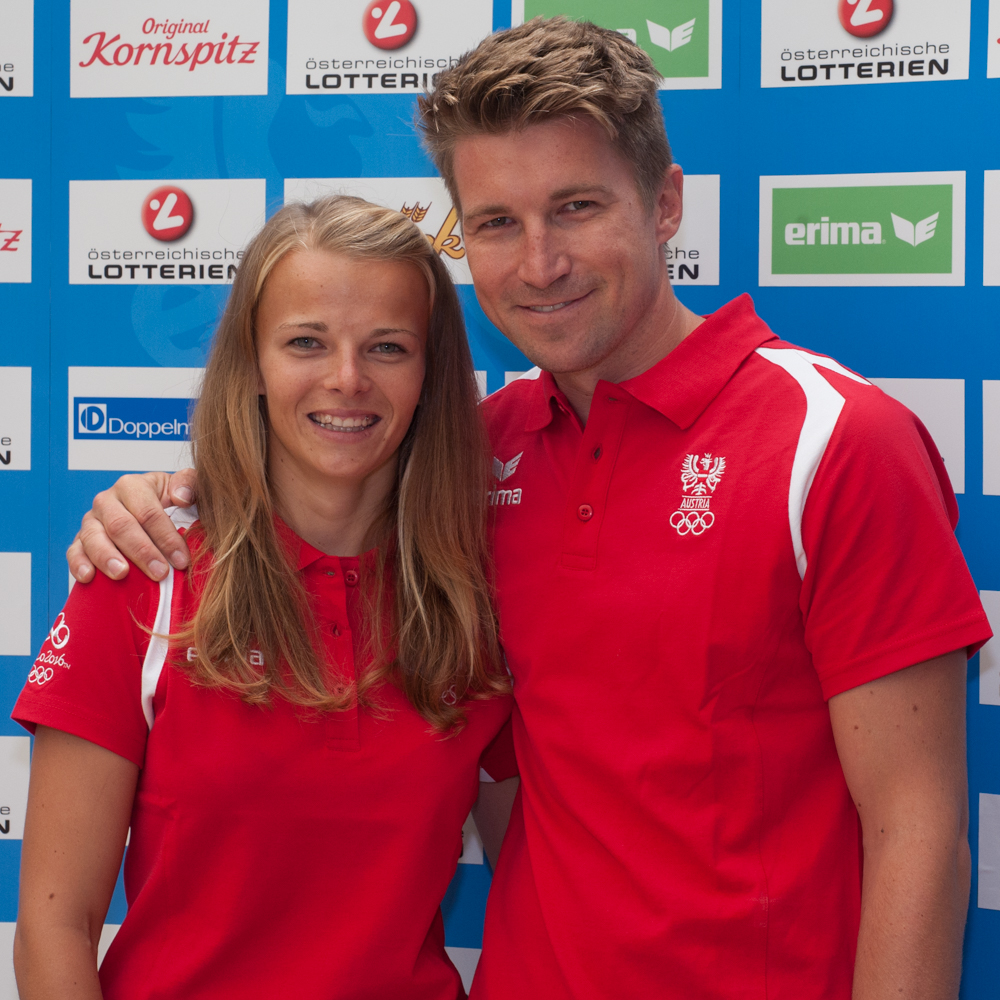
Bronzemedaillengewinner Tanja Frank und Thomas Zajac bei der Olympiaeinkleidung 2016

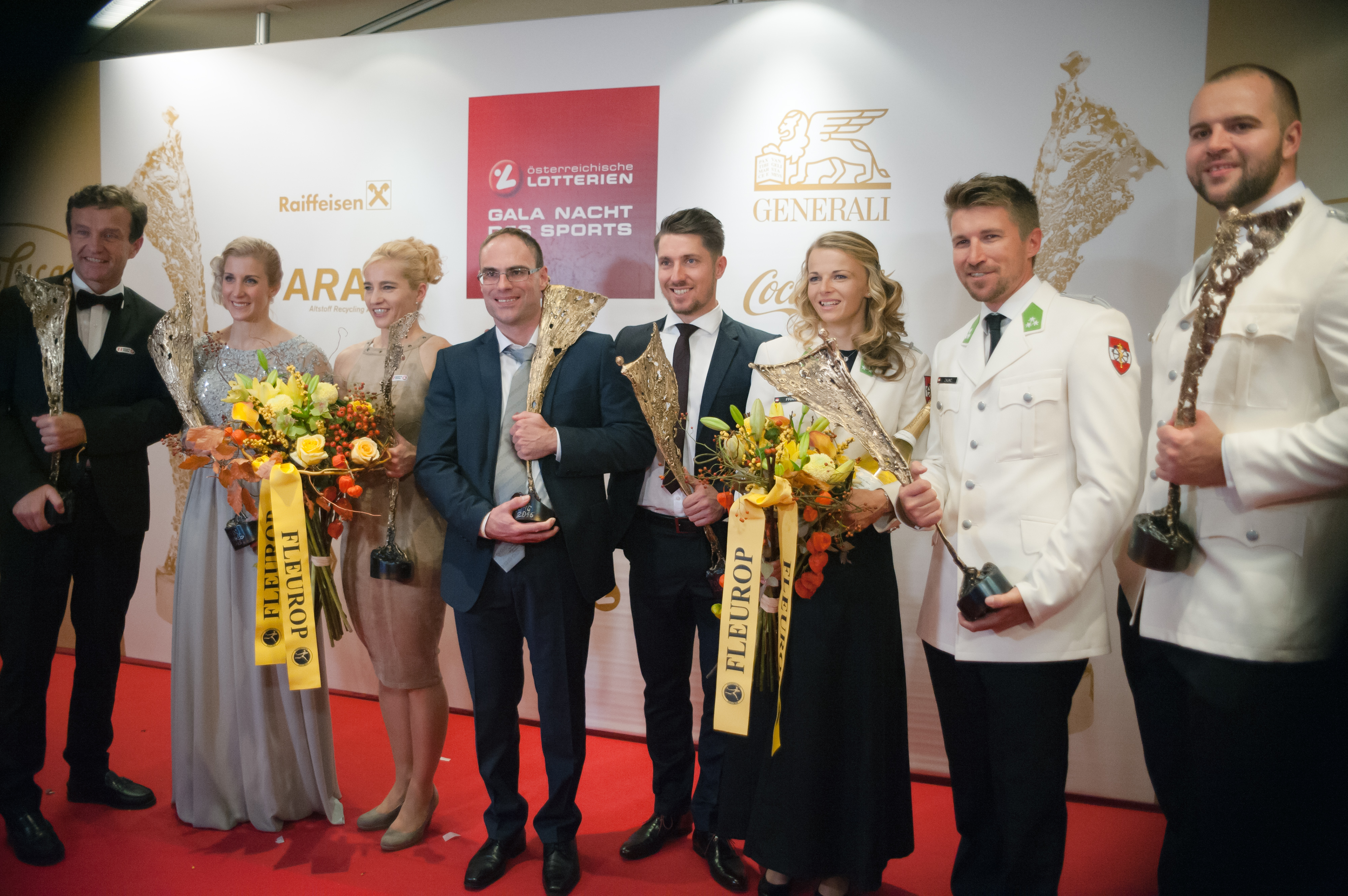
Die Sportler des Jahres 2016

- 28. Dezember 2015 bis 6. Jänner: Vierschanzentournee 2015/16
- 7. bis 11. Jänner: Eishockey-Weltmeisterschaft der U18-Frauen 2016 – Qualifikation zur Division I in Spittal an der Drau und Radenthein
- 14. bis 17. Jänner: Bei der Skiflug-Weltmeisterschaft 2016 auf der Kulm-Skiflugschanze am Kulmkogel in Bad Mitterndorf holt Stefan Kraft zwei Bronzemedaillen
- 19. bis 24. Jänner: 76. Hahnenkammrennen
- 29. bis 31. Jänner: Bei den Rennrodel-Weltmeisterschaften 2016 in Königssee holt Wolfgang Kindl die Bronzemedaille im Herren-Einsitzer, Georg Fischler und Peter Penz gewinnen die Silbermedaille im Doppelsitzer Sprint[35][36]
- 5. Februar: Bei den Bob- und Skeleton-Europameisterschaften 2016 wird Janine Flock zum zweiten Mal Europameisterin im Skeleton
- 5. bis 7. Februar: Österreichische Badmintonmeisterschaft 2016
- 7. Februar: Kaiser-Maximilian-Lauf in Seefeld in Tirol
- 7. Februar: Bei den Bob- und Skeleton-Europameisterschaften 2016 holen Benjamin Maier, Marco Rangl, Markus Sammer und Danut Ion Moldovan die Silbermedaille im Viererbob[37]
- 8. bis 21. Februar: Skeleton-Weltmeisterschaft 2016 und Bob-Weltmeisterschaft 2016 auf dem Olympia Eiskanal Igls
- 12. bis 21. Februar: Bei den Olympischen Jugend-Winterspielen 2016 holt Österreich insgesamt 10 Medaillen, 2 Mal Gold, 3 Mal Silber und 5 Mal Bronze
- 14. Februar: Dominic Thiem gewinnt das ATP-Turnier von Buenos Aires
- 24. bis 27. Februar: Austrian International 2016
- 28. Februar: Dominic Thiem holt in Acapulco seinen fünften ATP-Titel[38]
- 5. März: Marcel Hirscher gewinnt zum fünften Mal in Folge den Alpinen Skiweltcup der Herren
- 20. März: Eva-Maria Brem gewinnt den Alpinen Skiweltcup der Damen im Riesenslalom
- 2. bis 12. April: Poolbillard-Europameisterschaft 2016 in St. Johann im Pongau
- 10. April: Vienna City Marathon
- 14. bis 16. April: Austrian Open 2016 (9-Ball)
- 1. Mai: Salzburg-Marathon
- 22. Mai: Österreichischer Frauenlauf und Ironman 70.3 Austria
- 14. bis 22. Juni: Österreichische Nationalmannschaft bei der Fußball-Europameisterschaft 2016
- 10. bis 12. Juni: Austrian Darts Open 2016
- 11. Juni: Eurobowl XXX in Innsbruck
- 13. Juni: Dominic Thiem gewinnt mit dem ATP-Turnier von Stuttgart als erster Österreicher ein Rasenturnier auf der ATP-Tour[39]
- 1. bis 3. Juli: Großer Preis von Österreich 2016
- 2. bis 9. Juli: Österreich-Rundfahrt 2016
- 16. Juli: Eröffnung des Allianz Stadions
- 18. bis 23. Juli: Generali Open 2016
- 30. bis 31. Juli: Österreichische Staatsmeisterschaften in der Leichtathletik 2016
- 4. August: Albin Ouschan wird als erster Österreicher Weltmeister in der Poolbillarddisziplin 9-Ball[40]
- 5. bis 21. August: Österreich bei den Olympischen Sommerspielen 2016
  - 16. August: Tanja Frank und Thomas Zajac erobern bei den Olympischen Sommerspielen in der Nacra-17-Klasse die Bronzemedaille
- 14. August: Motorrad-Weltmeisterschaft 2016 – Großer Preis von Österreich am Red Bull Ring
- 26. bis 28. August: Faustball-Europameisterschaft 2016 in Grieskirchen
- 27. August: Trans Vorarlberg Triathlon
- 7. bis 18. September: Österreich bei den Sommer-Paralympics 2016
- 2. bis 4. September: Austria-Triathlon
- 20. September: Die Österreichische Fußballnationalmannschaft der Frauen qualifiziert sich erstmals für eine Endrunde bei Europameisterschaften[41]
- 10. bis 16. Oktober: Generali Ladies Linz 2016
- 23. bis 26. Oktober: Österreichische Poolbillard-Meisterschaft 2016
- 24. bis 30. Oktober: Erste Bank Open 2016 in Wien
- 27. Oktober: Verleihung der Auszeichnung Sportler des Jahres 2016
- 29. Oktober: Alisa Buchinger holt bei der Karate-Weltmeisterschaften 2016 in Linz die Goldmedaille im Kumite der Damen bis 68 Kilogramm und damit nach Daniel Devigili (1994) die bislang zweite Goldmedaille für den Österreichischen Karate-Verband insgesamt.[42]
- 9. bis 13. November: Austrian Open 2016 (Tischtennis)
- 9. Dezember: Albin Ouschan gewinnt mit der europäischen Mannschaft den Mosconi Cup 2016 und erhält als erster Österreicher die Auszeichnung als Most Valuable Player des Turniers.[43]
- 29. Dezember bis 6. Januar 2017: Vierschanzentournee 2016/17

### Meisterschaften, Cups und Ligen
- Österreichische Fußballmeisterschaft 2015/16 und 2016/17
- Österreichische Fußball-Frauenmeisterschaft 2015/16 und 2016/17
- Österreichischer Fußball-Cup 2015/16 und 2016/17
- Österreichischer Frauen-Fußballcup 2015/16 und 2016/17
- Österreichische Handballmeisterschaft 2015/16 und 2016/17
- ÖHB-Cup 2015/16 und 2016/17
- ÖHB-Pokal der Frauen 2015/16 und 2016/17
- Österreichische Eishockey-Liga 2015/16 und 2016/17
- Baseball-Bundesliga Saison 2016
- Schachbundesliga 2015/16 (Österreich) und 2016/17
- Schachbundesliga 2015/16 (Österreich, Frauen) und 2016/17
- Austrian Football League 2016
- Poolbillard-Bundesliga 2015/16 und 2016/17
- Österreichische Meisterschaften im Skilanglauf 2016
- Österreichische Hockey-Bundesliga (Feld, Herren) 2015/16 und 2016/17
- Österreichische Alpine Skimeisterschaften 2016
- Österreichische Handballmeisterschaft (Frauen) 2015/16 und 2016/17
- Alps Hockey League 2016/17
- Dameneishockey-Bundesliga 2015/16 und 2016/17
- Admiral Basketball Bundesliga 2015/16 und 2016/17
- Floorball-Bundesliga Österreich 2015/16 und 2016/17
- Österreichische Volleyball-Meisterschaft 2015/16 (Männer) und 2016/17
- Österreichische Volleyball-Meisterschaft 2015/16 (Frauen) und 2016/17
- Österreichischer Volleyball-Cup 2015/16 (Männer) und 2016/17
- Österreichischer Volleyball-Cup 2015/16 (Frauen) und 2016/17
- Österreichische Badminton-Bundesliga 2015/16 und 2016/17

## Musik

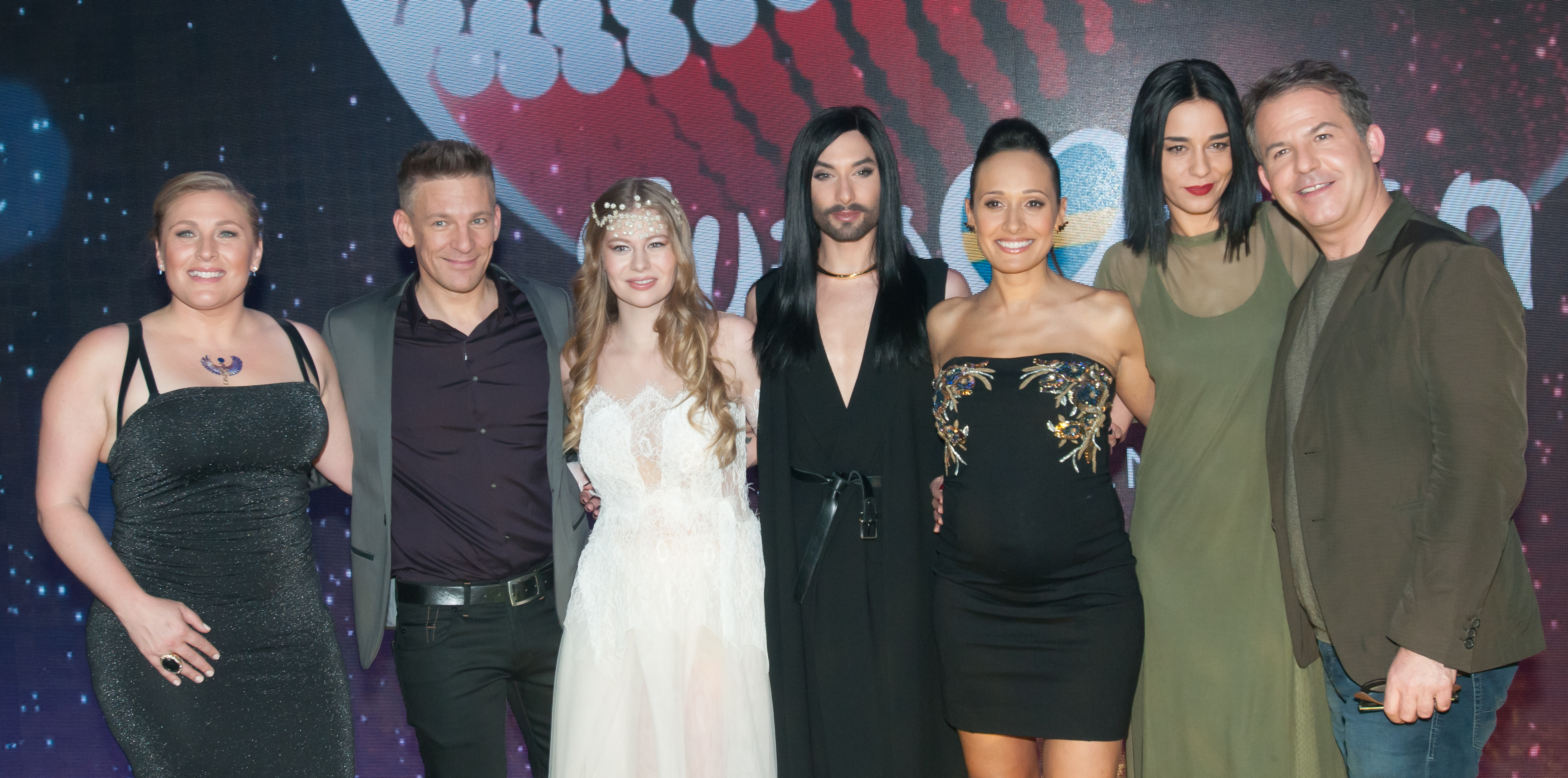
Jury, Moderatoren und Siegerin der österreichischen Vorauswahl zum Eurovision Song Contest 2016

- 1. Jänner: Neujahrskonzert der Wiener Philharmoniker 2016
- 1. bis 11. Februar: 12. Internationaler Mozartwettbewerb Salzburg
- 12. Februar: Beim Protestsongcontest gewinnt Sarah Lesch mit Testament
- 12. Februar: Bei der österreichischen Vorauswahl zum Eurovision Song Contest 2016 gewinnt Zoë Straub, die sich in der Finalrunde gegen Elly V durchsetzen konnte
- 3. April: Amadeus-Verleihung 2016
- 3. bis 5. Juni: Rock in Vienna
- 3. bis 6. Juni: Österreichisches Blasmusikfest in Wien
- 9. bis 12. Juni: Nova-Rock-Festival
- 24. bis 26. Juni: Donauinselfest
- 28. bis 31. Juli: Popfest in Wien
- 17. bis 20. August: FM4-Frequency-Festival
- 19. August bis 11. September: Grafenegg Festival
- 8. bis 18. September: Haydn Festspiele in Eisenstadt
- 16. bis 18. September: Volkskulturfest Aufsteirern
- 25. Oktober: Konzert zum Nationalfeiertag
- Liste der Nummer-eins-Hits in Österreich (2016)

## Film, Fernsehen und Radio

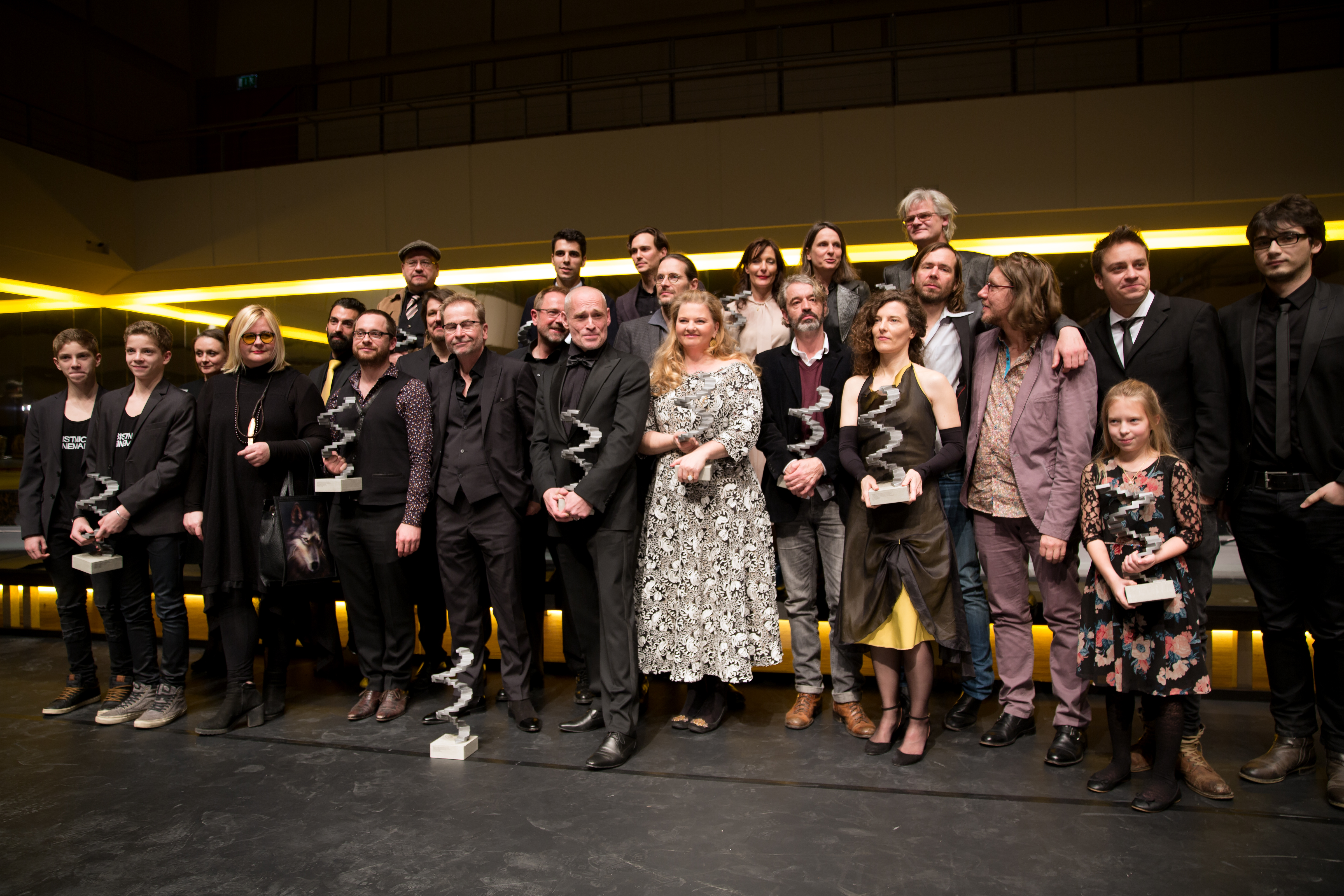
Die Preisträger des Österreichischen Filmpreises 2016 im Auditorium von Schloss Grafenegg, Niederösterreich

- 14. Jänner: Der österreichisch-deutsche Kurzfilm Alles wird gut wird für einen Oscar nominiert.
- 20. Jänner: Österreichischer Filmpreis 2016
- 24. Jänner: Das österreichische Filmdrama Einer von uns wird mit dem Max Ophüls Preis ausgezeichnet
- 4. März: Start der 10. Staffel der ORF-Sendung Dancing Stars[44]
- 2. bis 6. März: Tricky Women International Animation Filmfestival
- 8. bis 13. März: Filmfestival Diagonale in Graz
- 29. März: Start der ORF-Fernsehsendung Guten Morgen Österreich
- 1. April: Filmball Vienna
- 16. April: Romyverleihung 2016
- 13. bis 19. Mai: Amateurfilmfestival Festival der Nationen in Lenzing
- 20. Juni: Österreichischer Radiopreis
- 14. Juli bis 4. September: Film Festival auf dem Wiener Rathausplatz
- 26. September: Beginn der Erstausstrahlung der vierteiligen Fernsehserie Pregau – Kein Weg zurück
- 26. Oktober: Im Rahmen der ORF-Sendung 9 Plätze – 9 Schätze wird zum dritten Mal der schönste Platz Österreichs gewählt
- 25. November: Bei der ORF-Sendung Die große Chance der Chöre gewinnt die Sängerrunde Pöllau, gefolgt von den Gumpoldskirchner Spatzen und dem VOK aus Leibnitz[45]
- 27. Dezember: Erstausstrahlung des Fernsehfilms Das Sacher von Regisseur Robert Dornhelm

### Kinostarts österreichischer Produktionen
| Datum         | Filmtitel                       |
| ------------- | ------------------------------- |
| 22. Jänner    | My Talk with Florence           |
| 29. Jänner    | Wie Brüder im Wind              |
| 11. März      | Aus dem Nichts                  |
| 11. März      | Maikäfer flieg                  |
| 18. März      | Thank You for Bombing           |
| 1. April      | Hannas schlafende Hunde         |
| 13. Mai       | Athos – Im Jenseits dieser Welt |
| 2. Juni       | Vor der Morgenröte              |
| 2. Juni       | Menandros & Thaïs               |
| 15. Juli      | Toni Erdmann                    |
| 29. Juli      | Deckname Holec                  |
| 26. August    | Hotel Rock’n’Roll               |
| 9. September  | Lou Andreas-Salomé              |
| 16. September | Traceroute                      |
| 19. September | Zero Crash                      |
| 23. September | Was hat uns bloß so ruiniert    |
| 30. September | Mein Fleisch und Blut           |
| 7. Oktober    | Egon Schiele: Tod und Mädchen   |
| 7. Oktober    | Nebel im August                 |
| 28. Oktober   | Stille Reserven                 |
| 4. November   | Kater                           |
| 11. November  | Die Mitte der Welt              |
| 11. November  | Bauer unser                     |
| 18. November  | Die Nacht der 1000 Stunden      |
| 2. Dezember   | Liebe möglicherweise            |
| 8. Dezember   | Sühnhaus                        |
| 16. Dezember  | Die Geträumten                  |
| 23. Dezember  | Angriff der Lederhosenzombies   |

Filmjahr 2016 in Österreich

## Theater/Bühne

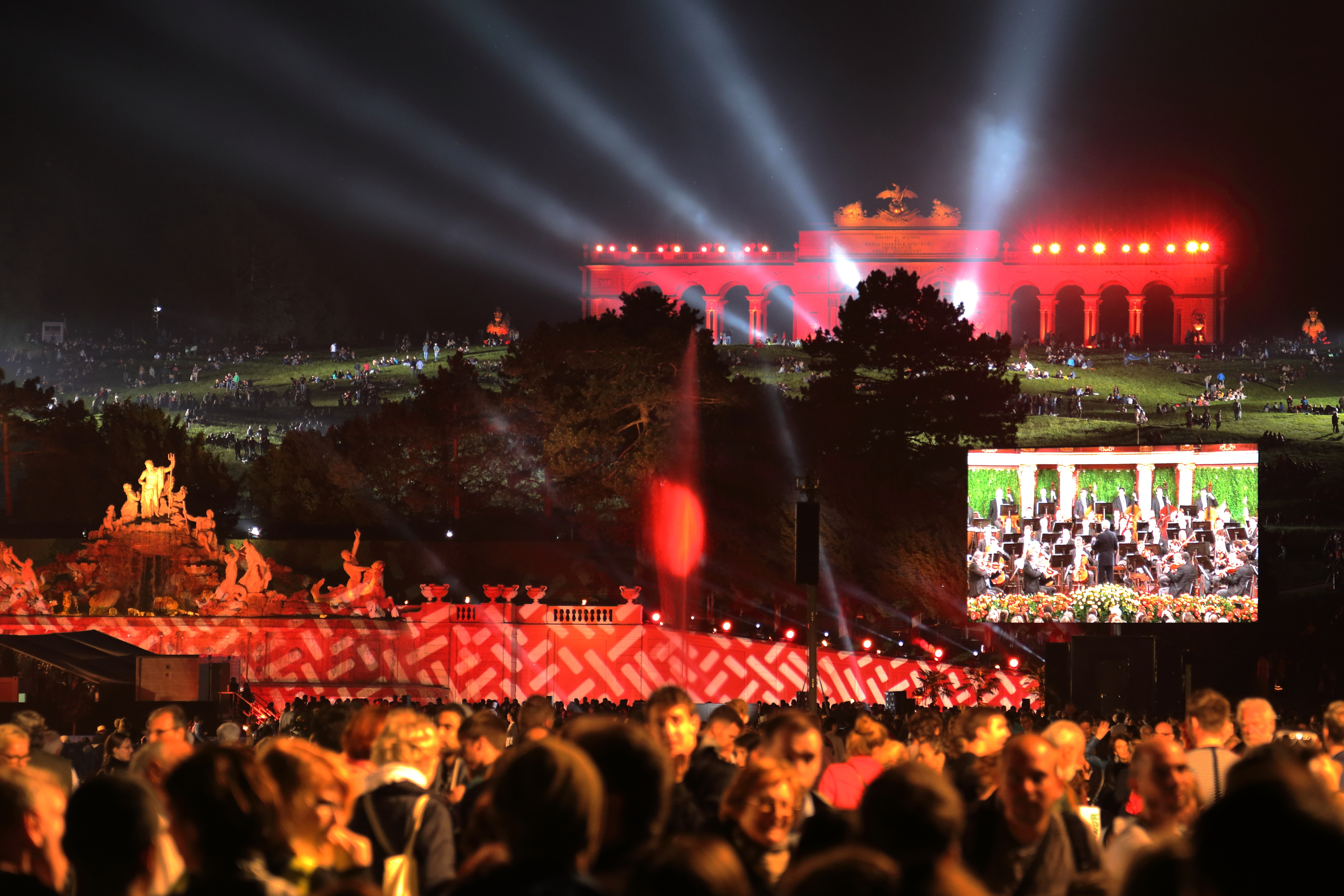
Sommernachtskonzert 2016

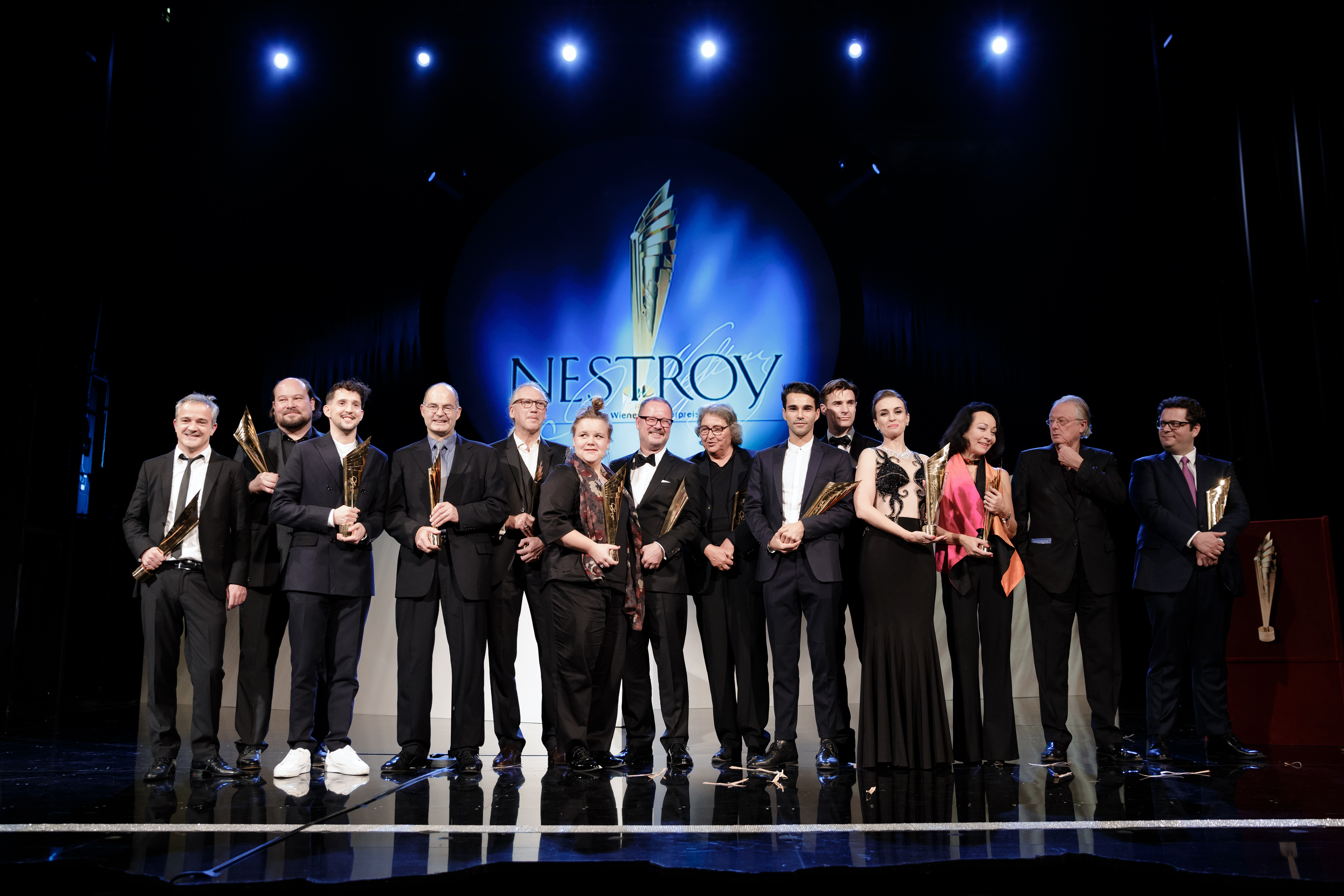
Preisträger der Nestroy-Verleihung 2016

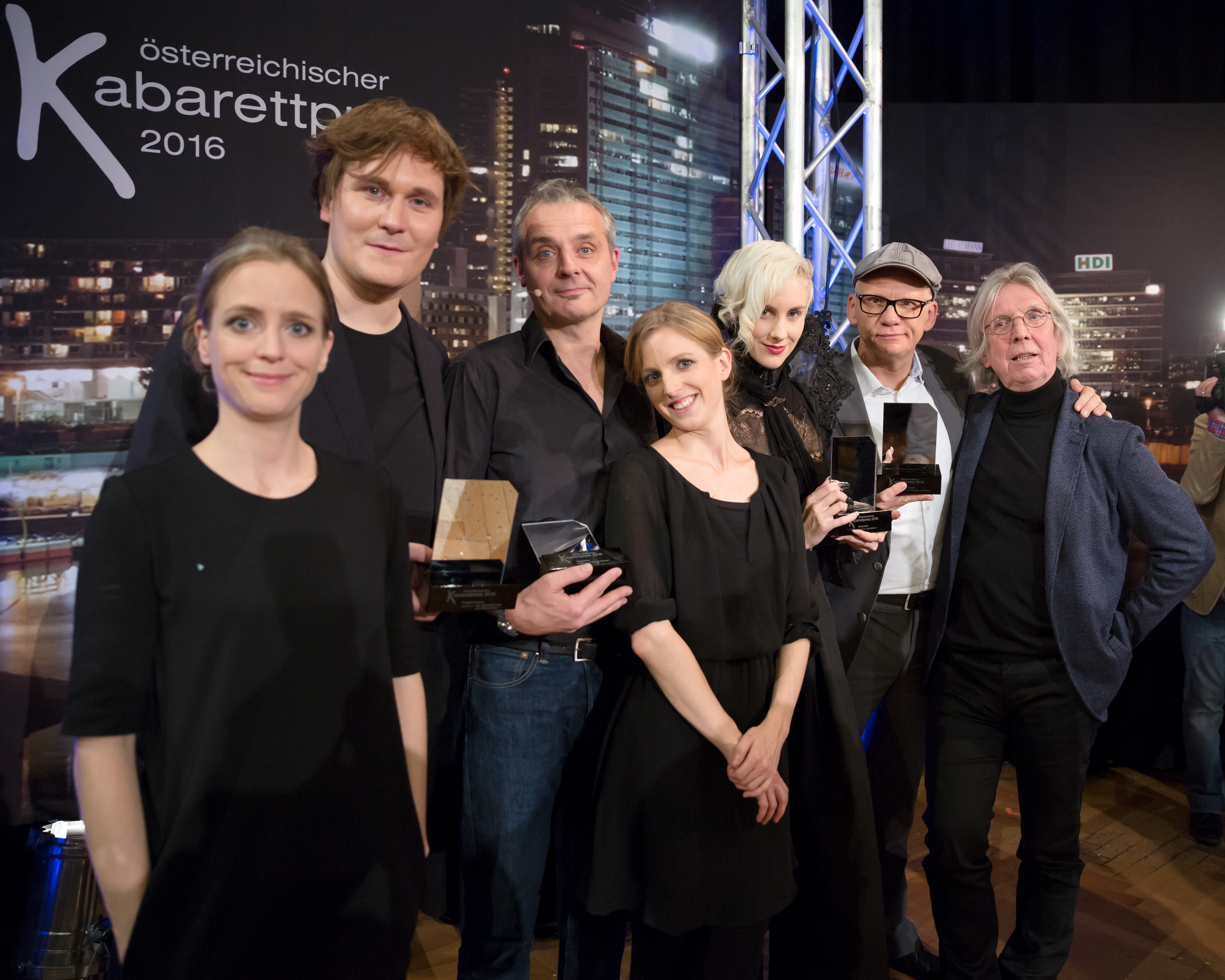
Preisträger des Österr. Kabarettpreises 2016

- 13. Mai – 19. Juni: Wiener Festwochen
- 26. Mai: Sommernachtskonzert der Wiener Philharmoniker im Schlosspark von Schönbrunn
- 27. Juni: Verleihung des Österreichischen Musiktheaterpreises 2016
- 6. Juli bis 19. August: Opernfestspiele St. Margarethen
- 7. bis 31. Juli: Tiroler Festspiele Erl
- 7. Juli bis 20. August: Seefestspiele Mörbisch
- 19. Juli bis 27. August: Innsbrucker Festwochen der Alten Musik
- 22. Juli bis 31. August: Salzburger Festspiele 2016
  - Opernbesetzungen der Salzburger Festspiele 2016
  - Schauspielbesetzungen der Salzburger Festspiele 2016
- 20. Juli bis 21. August: Bregenzer Festspiele
  - Opernbesetzungen der Bregenzer Festspiele ab 2015
- 1. September: Uraufführung der Tragödie Niemand von Ödön von Horváth am Theater in der Josefstadt[48]
- 23. September bis 16. Oktober: Festival für zeitgenössische Kunst Steirischer Herbst
- 30. September: Uraufführung des Musicals Schikaneder im Wiener Raimundtheater
- Burgtheaterbesetzungen ab 2014
- Premierenbesetzungen der Wiener Staatsoper 2015/2016 (Saison 2015/16 und 2016/17)
- Theater an der Wien:
  - Konzertante Opernaufführungen des Theaters an der Wien
  - Opernbesetzungen des Theaters an der Wien
- 7. November: Verleihung des Nestroy-Theaterpreises 2016 / Nestroy-Theaterpreis
- 8. November: Verleihung des Österreichischen Kabarettpreises an Thomas Maurer (Hauptpreis), Hosea Ratschiller und RaDeschnig (Programmpreis), Lisa Eckhart (Förderpreis), Gerhard Haderer (Sonderpreis) und Was gibt es Neues? (Publikumspreis)

## Gedenktage

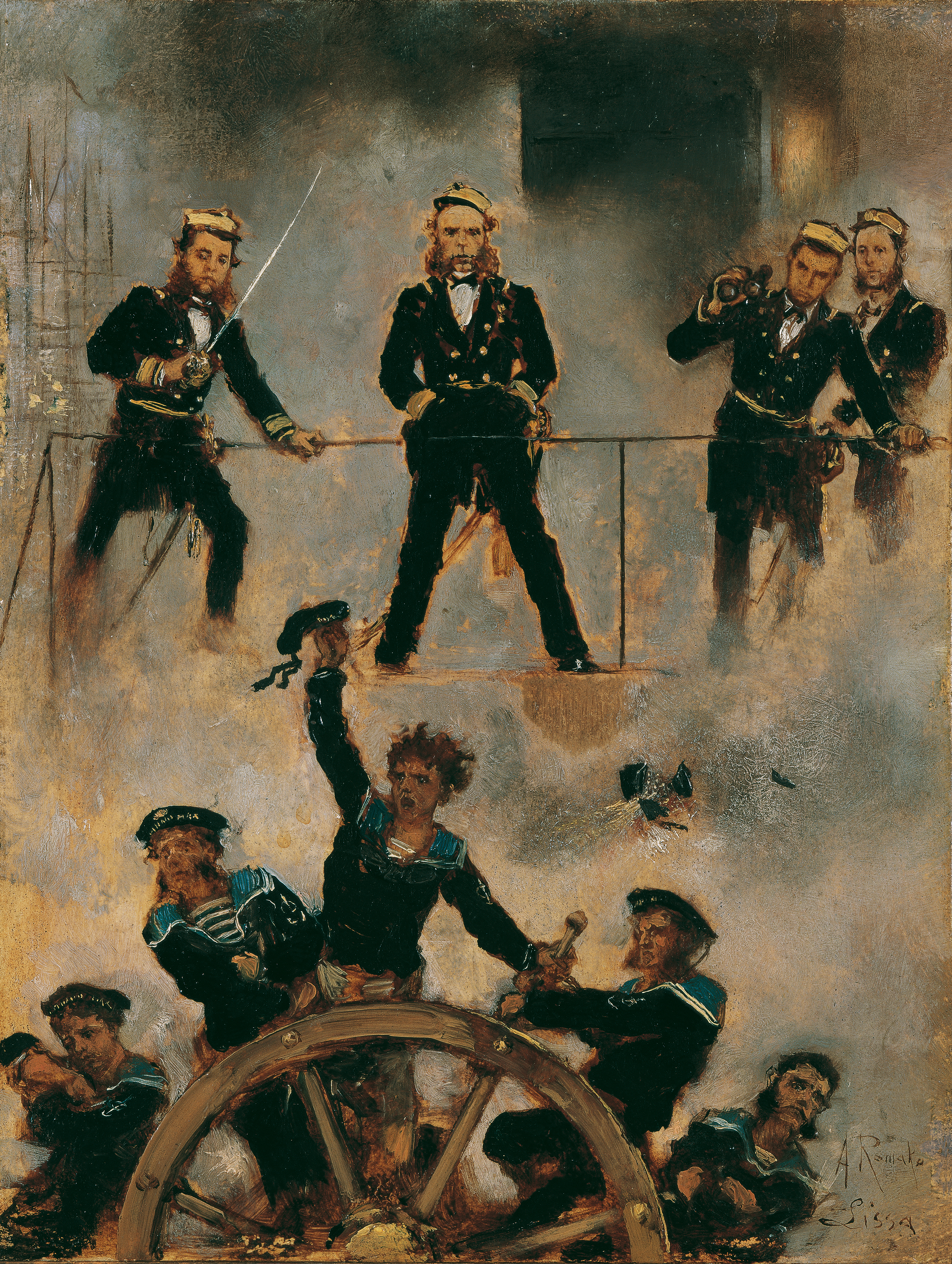
Admiral Tegetthoff in der Seeschlacht von Lissa

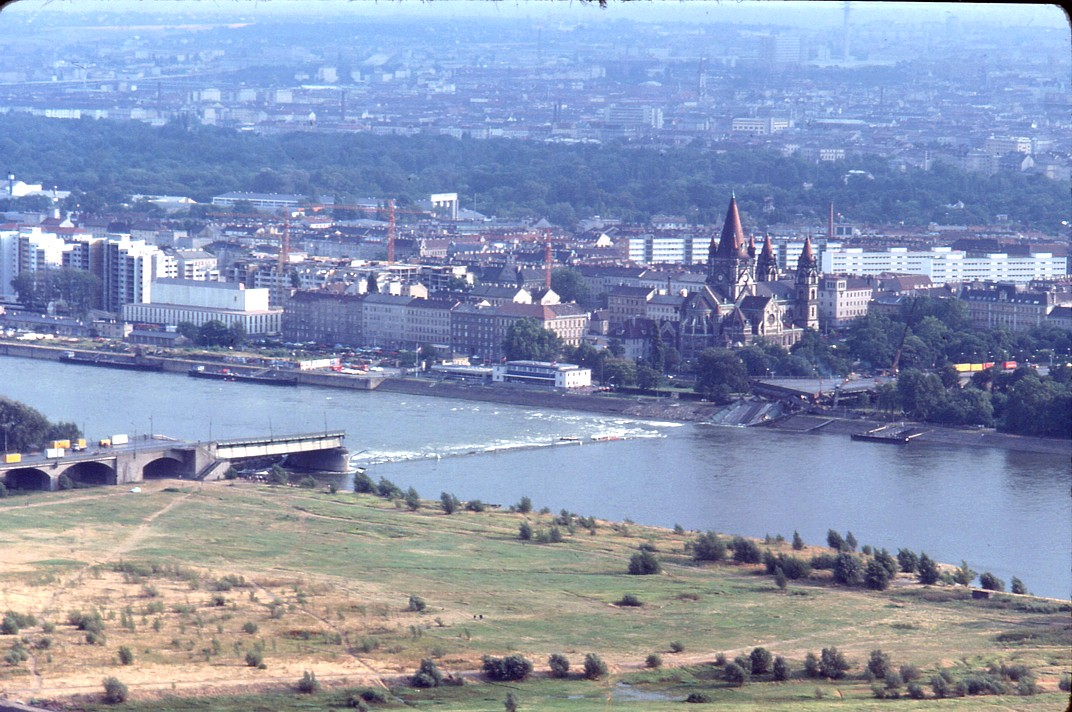
Eingestürzte Reichsbrücke

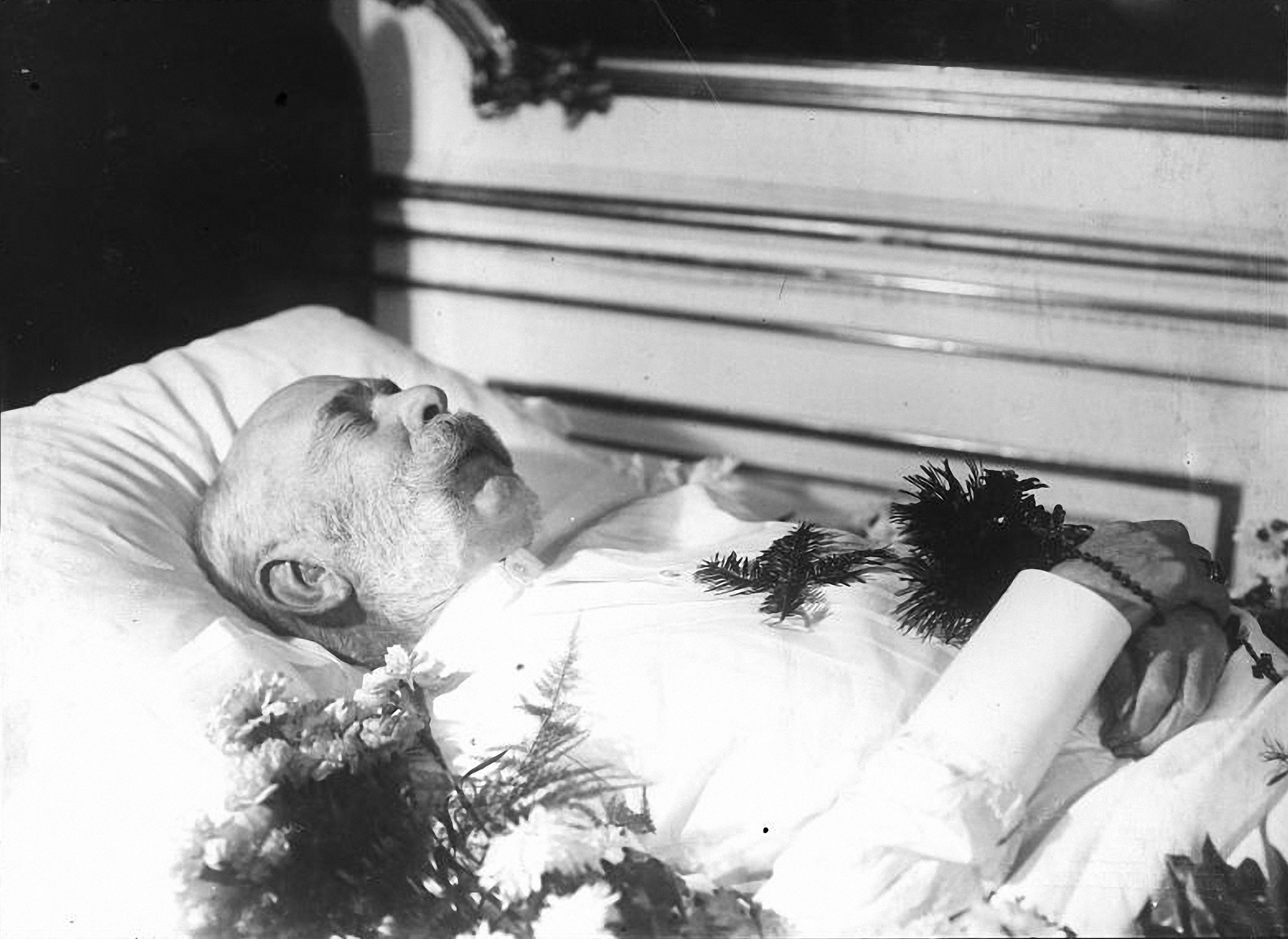
Franz Joseph auf dem Totenbett

- 27. Jänner: 260. Geburtstag von Wolfgang Amadeus Mozart
- 19. Februar: 100. Todestag des Physikers und Philosophen Ernst Mach
- 1./2. März: Vor 30 Jahren wurde per Volksbefragung die Hauptstadtfrage Niederösterreichs entschieden
- 12. März: 100. Todestag der Schriftstellerin Marie von Ebner-Eschenbach
- 1. April: Vor 100 Jahren wurde der Journalist Otto Schulmeister, langjähriger Chefredakteur sowie Herausgeber der Tageszeitung Die Presse, geboren
- 7. April: Vor 250 Jahren gab Kaiser Joseph II. als Mitregent Maria Theresias den Wiener Prater zur allgemeinen Benutzung frei
- 7. April: Vor 60 Jahren fand der Gründungsparteitag der FPÖ statt, erster Bundesparteiobmann wurde Anton Reinthaller
- 28. April: Vor 110 Jahren wurde der Mathematiker und Logiker Kurt Gödel geboren
- 1. Mai: Vor 200 Jahren kommt Salzburg endgültig zu Österreich[49]
- 5. Mai: Gedenktag gegen Gewalt und Rassismus im Gedenken an die Opfer des Nationalsozialismus
- 25. Mai: Vor 125 Jahren wurde das Heeresgeschichtliche Museum in Wien von Kaiser Franz Joseph eröffnet
- 26. Mai: Vor 25 Jahren kamen beim Absturz einer Lauda-Air-Maschine in Thailand 223 Menschen ums Leben
- 1. Juni: Vor 200 Jahren wurde die Oesterreichische Nationalbank gegründet
- 22. Juni: Vor 80 Jahren wurde der Physiker und Philosoph Moritz Schlick auf der Philosophenstiege der Universität Wien von seinem ehemaligen Studenten Hans Nelböck erschossen[50]
- 13. Juli: 175. Geburtstag des Architekten Otto Wagner
- 20. Juli: Vor 150 Jahren fand die Seeschlacht von Lissa statt
- 1. August: Vor 40 Jahren stürzt die Reichsbrücke ein, Niki Lauda verunglückt beim Großen Preis von Deutschland auf dem Nürburgring
- 5. August: Vor 300 Jahren fand die Schlacht von Peterwardein statt
- 23. August: Vor 100 Jahren wurde der Schauspieler und Kabarettist Maxi Böhm geboren; vor zehn Jahren gelang Natascha Kampusch nach ihrer Entführung und acht Jahren Gefangenschaft die Flucht
- 5. September: Vor 120 Jahren wurde der Schriftsteller Heimito von Doderer geboren
- 29. September: 30. Todestag des Schauspielers und Kabarettisten Helmut Qualtinger
- 2. Oktober: Vor 25 Jahren erfolgte der Start der Weltraummission Austromir 91, Franz Viehböck flog als erster Österreicher ins Weltall
- 8. Oktober: Vor 50 Jahren wurde die Universität Linz eröffnet
- 17. Oktober: Vor 125 Jahren wurde das Kunsthistorische Museum von Kaiser Franz Joseph I. eröffnet
- 21. Oktober: Vor 100 Jahren wurde der k.k. Ministerpräsident Karl Stürgkh vom sozialdemokratischen Politiker Friedrich Adler erschossen
- 21. November: 100. Todestag des Kaisers Franz Joseph I.
- 29. November: Vor 125 Jahren wurde Bundeskanzler Julius Raab geboren
- 5. Dezember: 100. Todestag des Dirigenten Hans Richter
- 19. Dezember: 200. Geburtstag von Franz Sacher, Erfinder der Sachertorte
- 23. Dezember: 50. Todestag des Schriftstellers Heimito von Doderer
- 28. Dezember: 100. Todestag von Eduard Strauß, Komponist, Kapellmeister und Mitglied der Strauss-Dynastie

## Auswahl bekannter Verstorbener

### Jänner
- 6. Jänner: Wolfgang Purtscheller, Journalist und Autor
- 15. Jänner: Kurt Bergmann, Initiator von Licht ins Dunkel
- 16. Jänner: Joannis Avramidis, Bildhauer
- 19. Jänner: Alexander Giese, Autor und Journalist, Präsident des Österreichischen P.E.N.-Clubs
- 20. Jänner: George Weidenfeld, Journalist, Verleger und Diplomat
- 31. Jänner: Walter Wippersberg, Schriftsteller

### Februar
- 3. Februar: Manfred Scheuch, Journalist, Historiker und Autor
- 4. Februar: Maria Loley, Sozialarbeiterin und Flüchtlingshelferin
- 6. Februar: Herbert Hiesmayr, Kunsterzieher, Maler, Autor und Heimatforscher
- 18. Februar: Federik Mirdita, Opernregisseur, unter anderem an der Wiener Staatsoper und am Theater an der Wien
- 26. Februar: Michael Szyszkowitz, Architekt, Gründer von Szyszkowitz + Kowalski

### März
- 5. März: Nikolaus Harnoncourt, Dirigent
- 12. März: Rudolf Sarközi, politischer Aktivist, Vertreter der österreichischen Roma
- 21. März: Alexander Lhotzky, Ensemblemitglied des Wiener Volkstheaters
- 22. März: Günther Theuring, Dirigent und Chorleiter, Gründer des Wiener Jeunesse-Chores
- 31. März: Zaha Hadid, Architektin (Bergiselschanze, Bibliothek der WU Wien, Zaha-Hadid-Haus) und Hochschullehrerin an der Universität für angewandte Kunst Wien

### April
- 4. April: Dieter Haspel, Regisseur, Mitbegründer und langjähriger Leiter des Ensemble Theater Wien
- 7. April: Gerhard Kovasits, Klubobmann der FPÖ Burgenland
- 16. April: Josef Kirschner, ORF-Moderator (Tritsch Tratsch, WIR)
- 19. April: Walter Kohn, Physiker und Nobelpreisträger für Chemie
- 25. April: Rudolf Wessely, Burgschauspieler
- 27. April: Gabriele Sima, Mezzosopranistin, Ensemblemitglied der Wiener Staatsoper
- 30. April: Gunter Damisch, Maler

### Mai
- 10. Mai: Fabjan Hafner, kärntenslowenischer Literaturwissenschaftler, Lyriker und Übersetzer
- 18. Mai: Kurt Komarek, Rektor der Universität Wien
- 20. Mai: Adi Pinter, Fußballtrainer und Politiker
- 21. Mai: Ottilie Rochus, Nationalratsabgeordnete
- 27. Mai: Jürgen Wilke, Burgschauspieler und Intendant der Sommerspiele in Stockerau, Perchtoldsdorf und Laxenburg

### Juni
- 23. Juni: Alfred Šramek, Bassbariton, Ensemblemitglied der Wiener Staatsoper
- 23. Juni: Burgi Schneider-Manns Au, ORF-Modeexpertin und ORF-Moderatorin (Mode, Look).[51]
- 25. Juni: Silvia Fenz, Schauspielerin
- 25. Juni: Manfred Deix, Karikaturist[52]

### Juli
- 11. Juli: Peter Fröhlich, Schauspieler und Sänger
- 18. Juli: Ossy Kolmann, Schauspieler und Kabarettist
- 18. Juli: Sigi Maron, Liedermacher
- 23. Juli: Edeltrud Posiles, Gerechte unter den Völkern
- 28. Juli: Ludwig Prokop, Sportmediziner und Hochschullehrer
- 28. Juli: Franz Jeglitsch, Rektor der Montanuniversität Leoben und Landtagsabgeordneter
- 31. Juli: Albert Oberhofer, Rektor der Montanuniversität Leoben

### August
- 9. August: Gerhard Tötschinger, Schauspieler, Intendant und Schriftsteller
- 10. August: Herbert Krejci, Generalsekretär der Industriellenvereinigung
- 14. August: Jenö Eisenberger, Gründer der Löwa- und PamPam-Supermärkte
- 21. August: Guido Schmidt-Chiari, Generaldirektor der Creditanstalt
- 30. August: Sigrid Marquardt, Burgschauspielerin und Buhlschaft im Salzburger Jedermann

### September
- 3. September: Marga Hubinek, Politikerin, 1986 bis 1990 Zweite Präsidentin des Nationalrates
- 8. September: Johan Botha, Opernsänger
- 8. September: Hannes Arch, Kunstflug-Pilot
- 14. September: John Gudenus, Politiker

### Oktober
- 4. Oktober: Brigitte Hamann, Historikerin
- 7. Oktober: Felix de Mendelssohn, Psychoanalytiker
- 13. Oktober: Gerhard Wimberger, Komponist
- 16. Oktober: Rupert Gottfried Frieberger, Organist, Komponist, Musikwissenschaftler und Theologe

### November
- 11. November: Ilse Aichinger, Schriftstellerin
- 19. November: Heribert Sasse, Schauspieler, Regisseur und Theaterintendant
- 22. November: Gerhard Garstenauer, Architekt
- 28. November: Georg Lhotsky, Schauspieler, Filmregisseur, Drehbuchautor und Produzent

### Dezember
- 11. Dezember: Trude Marzik, Mundartdichterin
- 13. Dezember: Harry Glück, Architekt
- 14. Dezember: Lotte Rysanek, Opernsängerin
- 18. Dezember: Peter Konlechner, Mitbegründer und langjähriger Kodirektor des Österreichischen Filmmuseums
- 23. Dezember: Heinrich Schiff, Cellist
- 27. Dezember: Robert Löffler, Journalist
- 30. Dezember: Josef Krainer junior, Politiker, steirischer Alt-Landeshauptmann

### Galerie der Verstorbenen

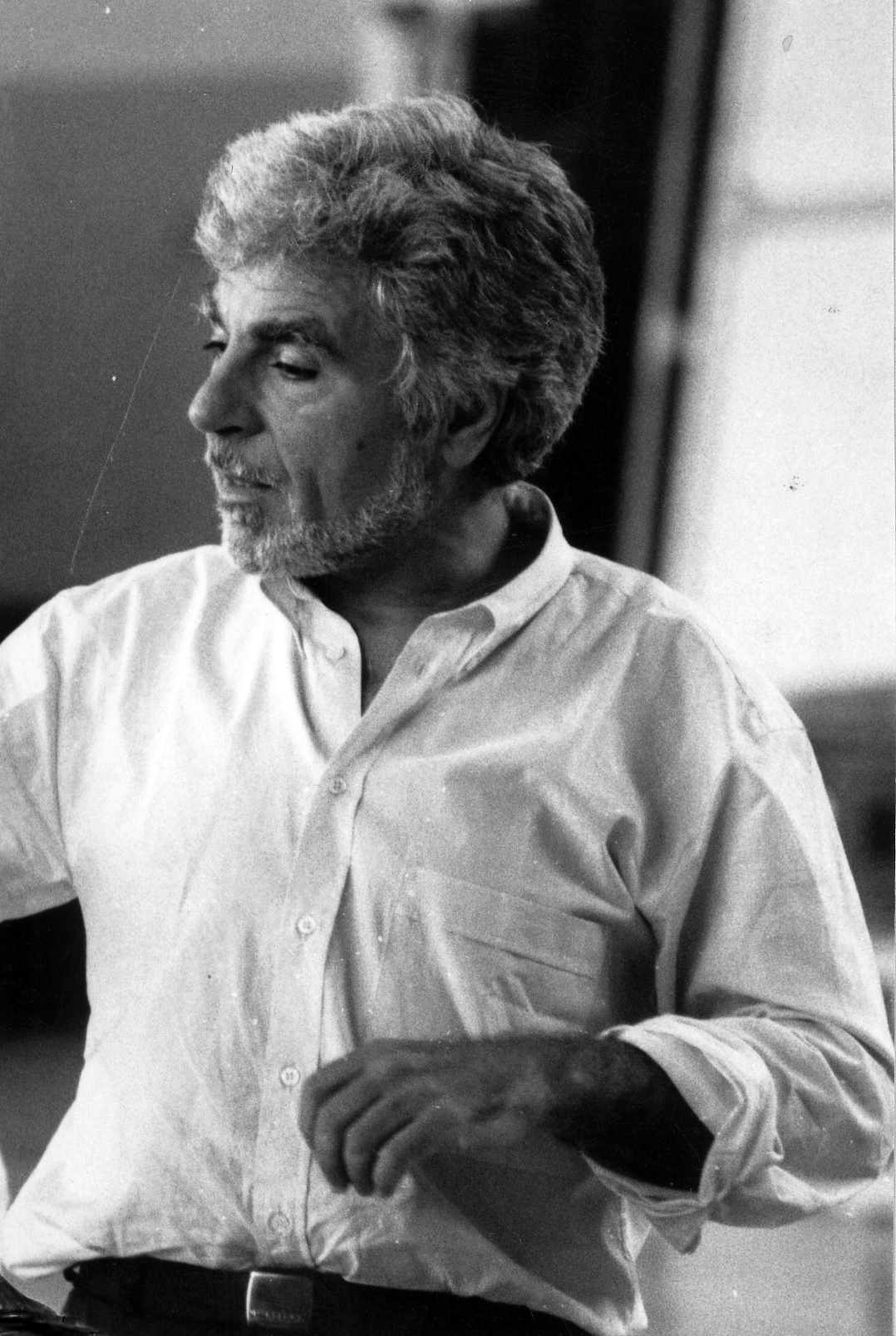
18. Februar: Federik Mirdita
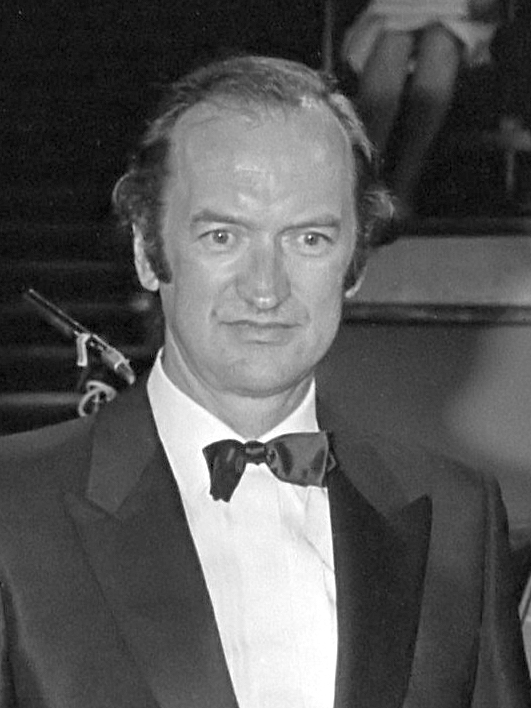
5. März: Nikolaus Harnoncourt
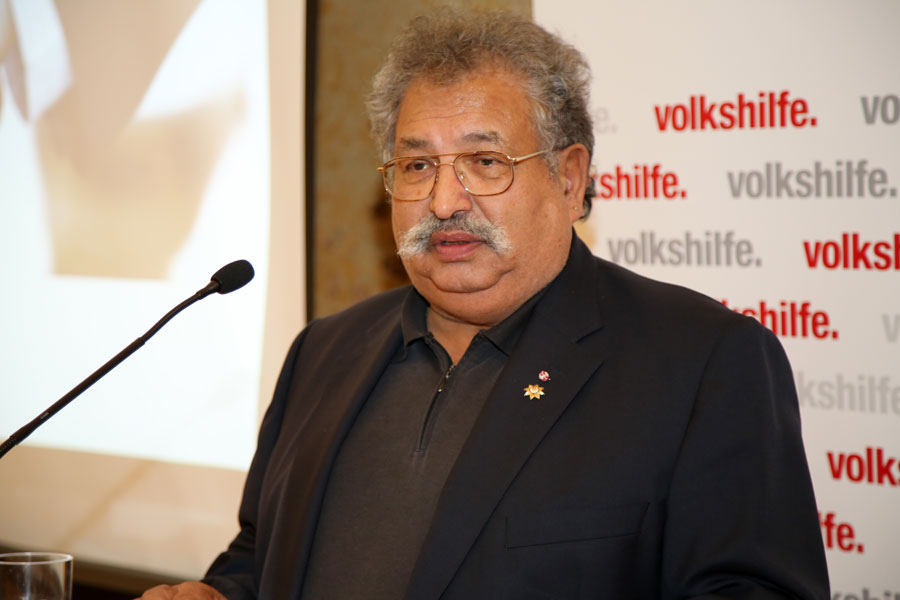
12. März: Rudolf Sarközi
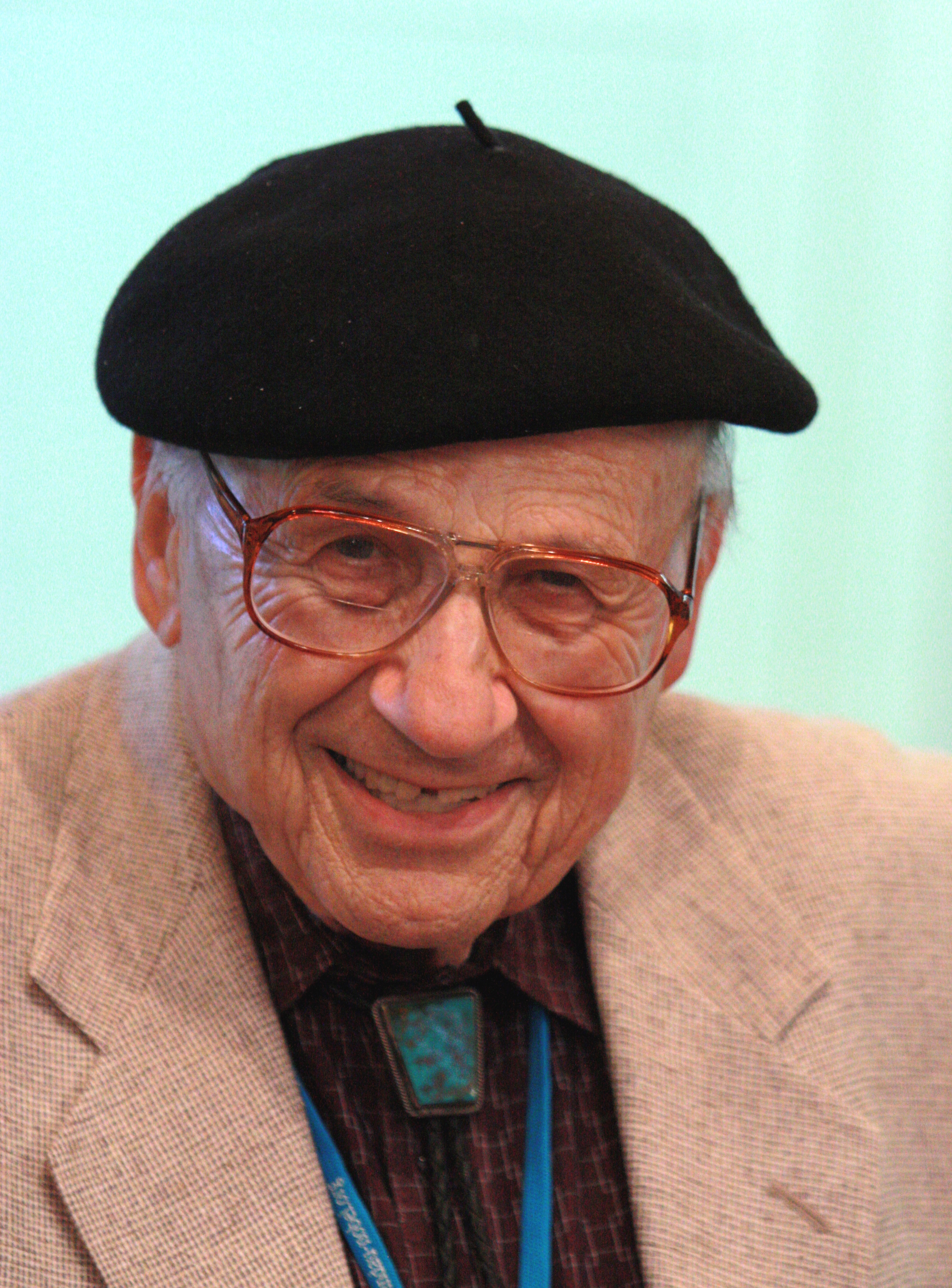
19. April: Walter Kohn
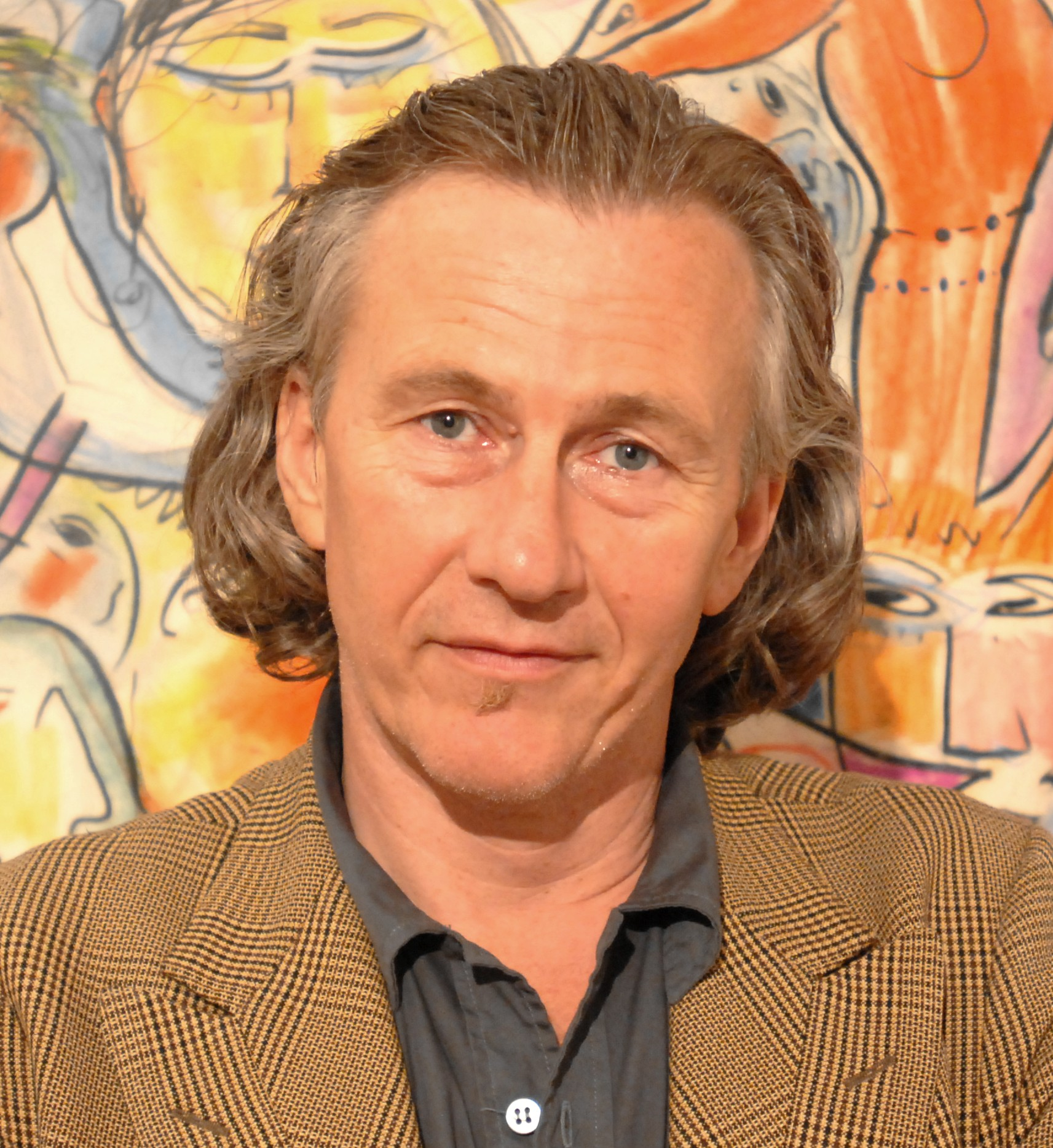
30. April: Gunter Damisch
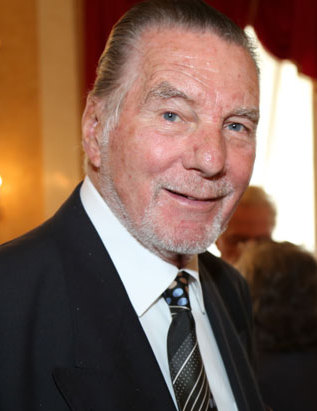
27. Mai: Jürgen Wilke
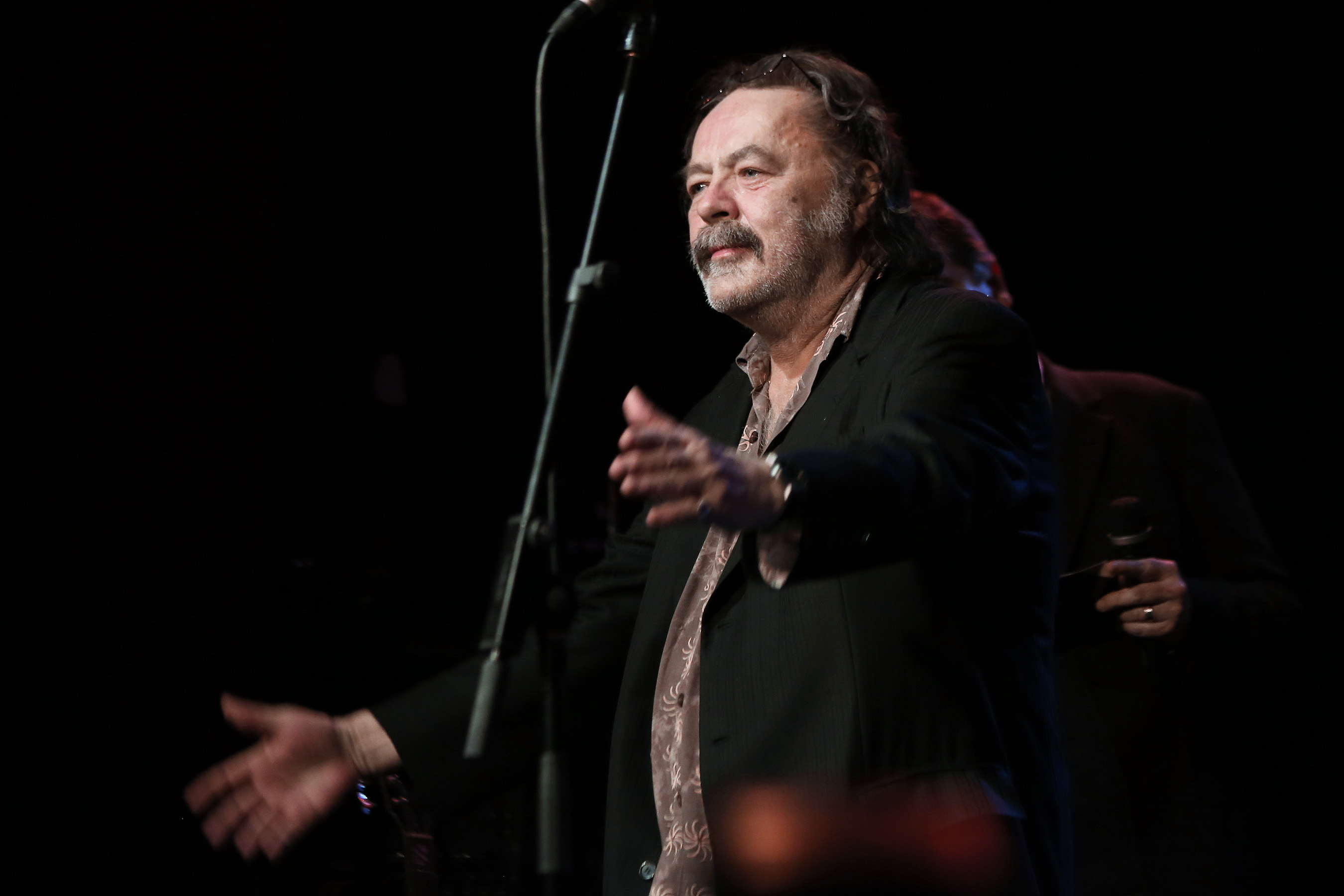
25. Juni: Manfred Deix
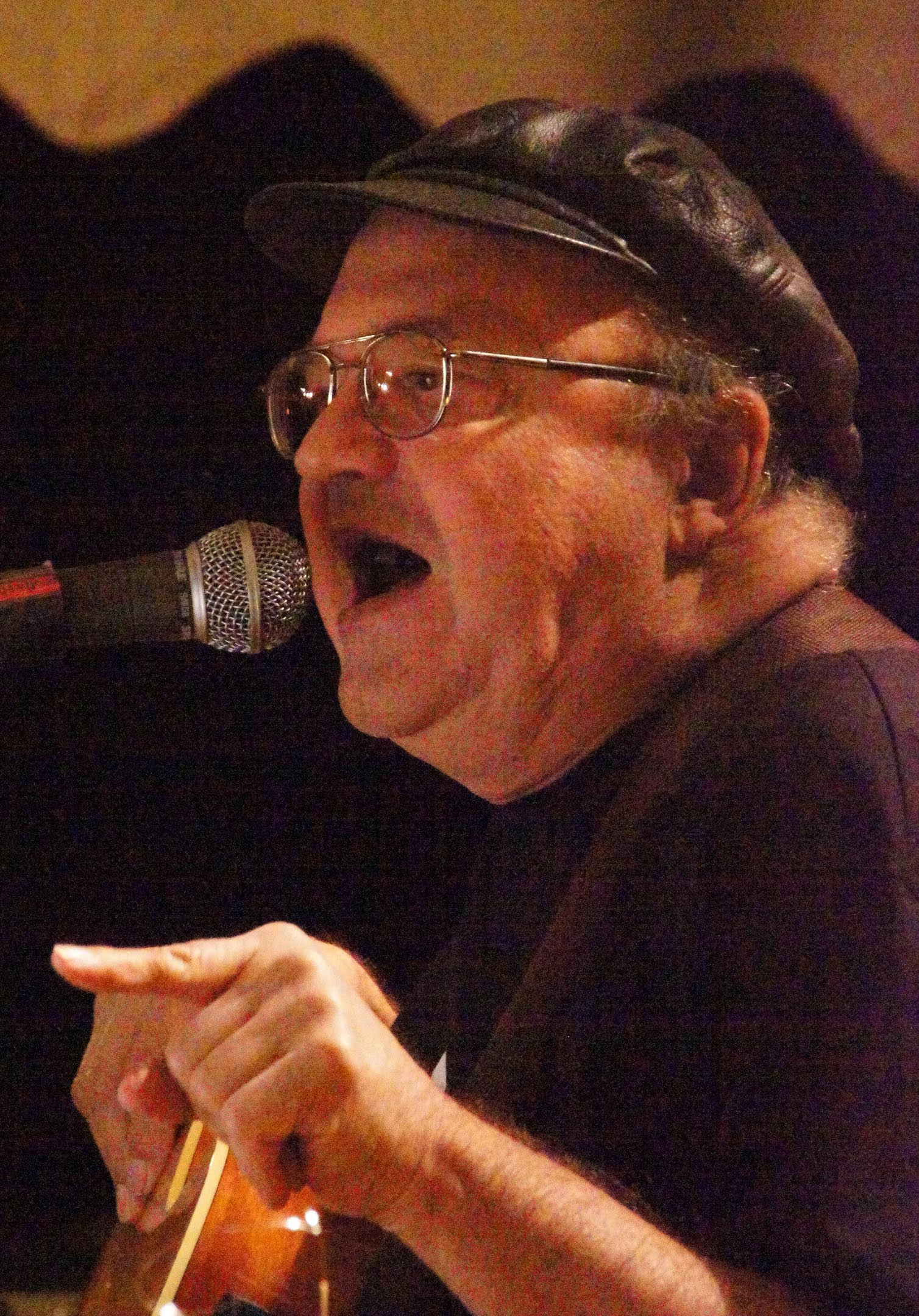
18. Juli: Sigi Maron
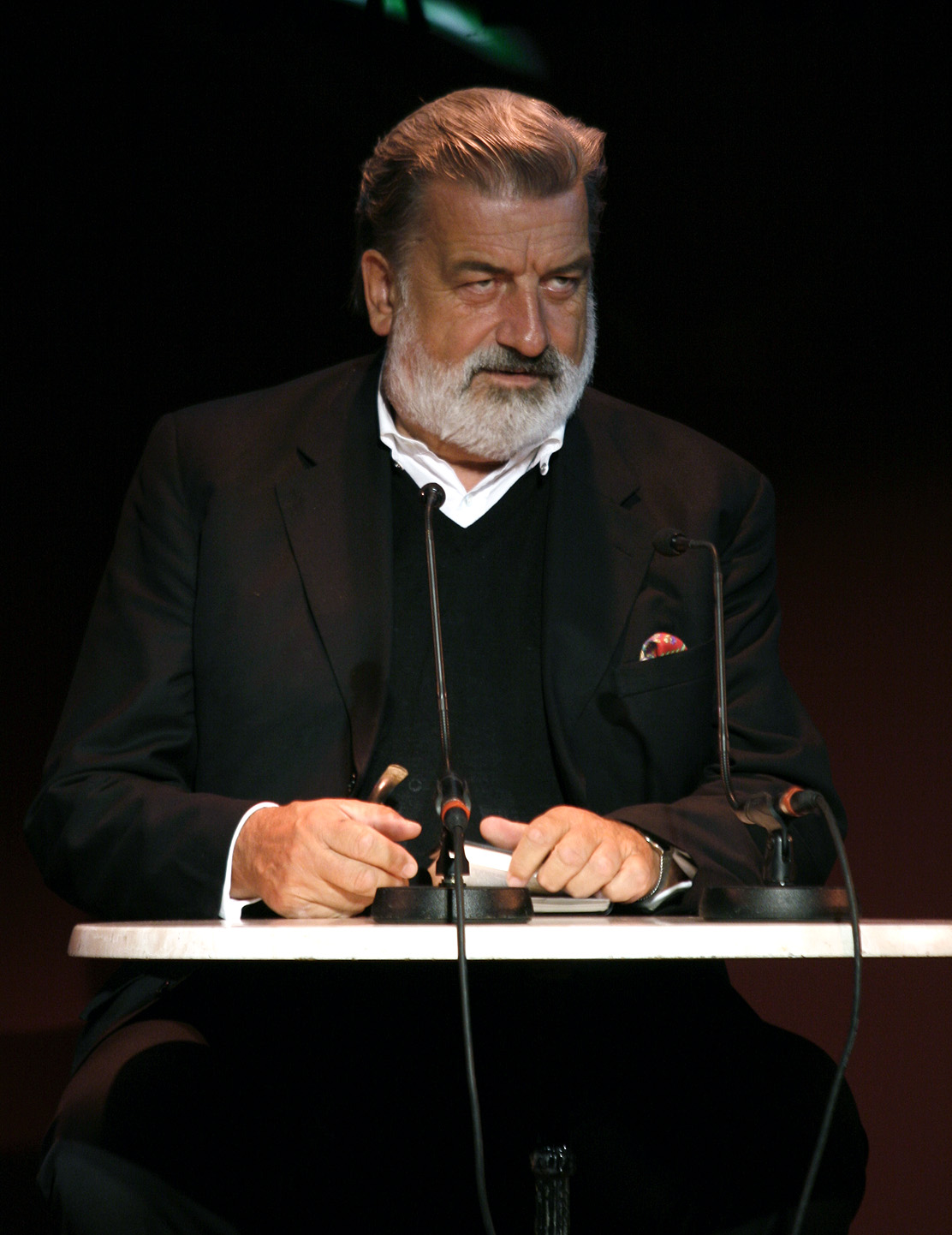
9./10. August: Gerhard Tötschinger
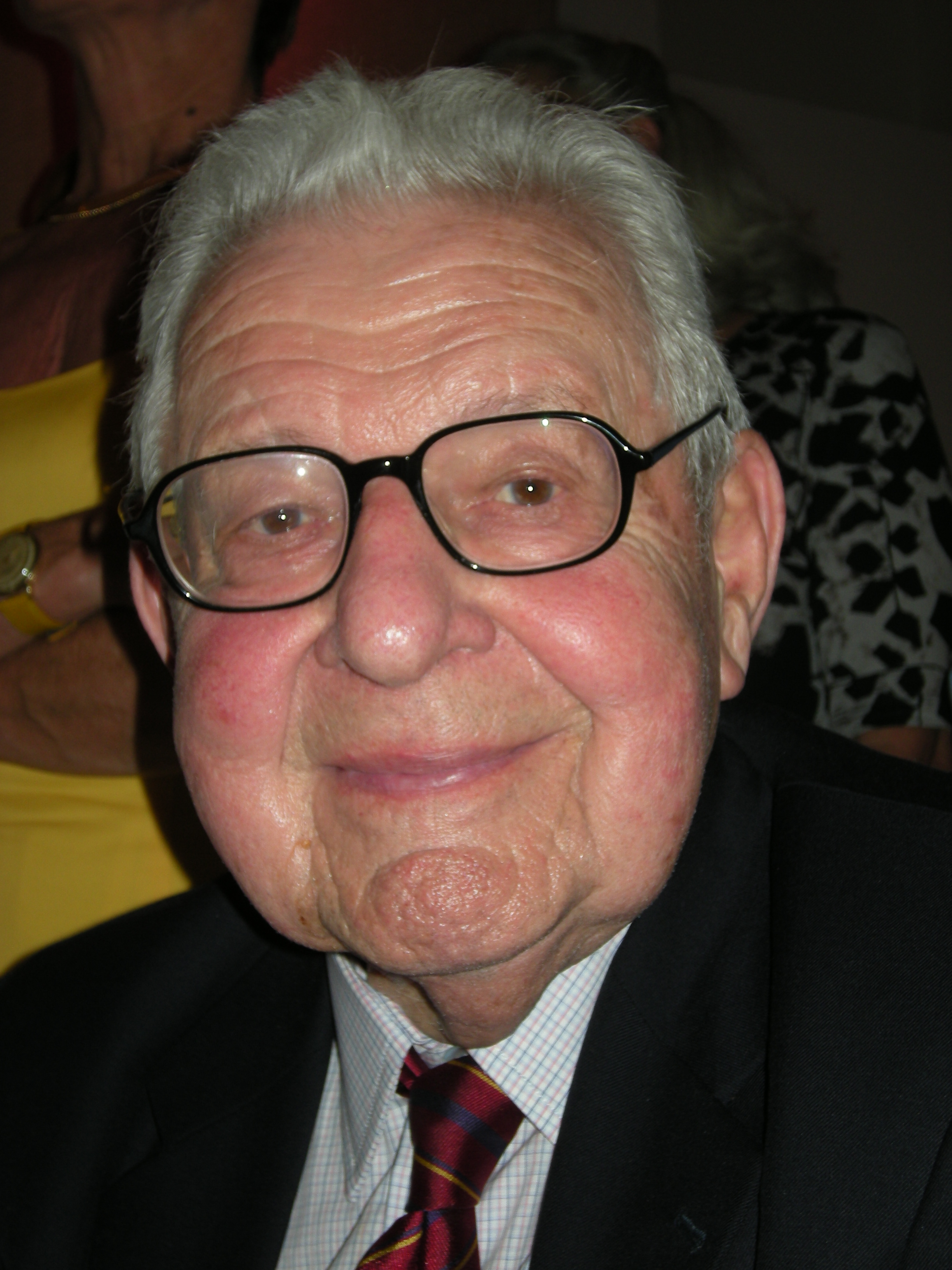
10. August: Herbert Krejci
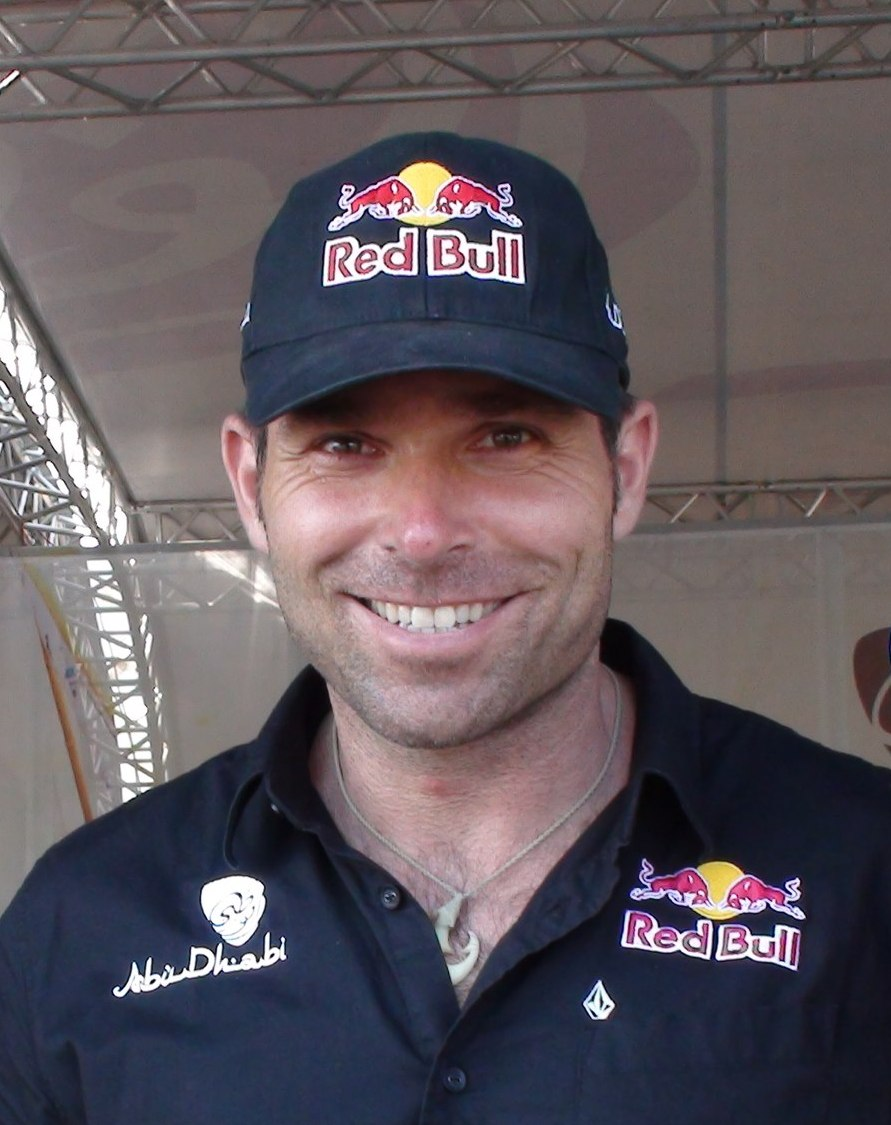
8. September: Hannes Arch
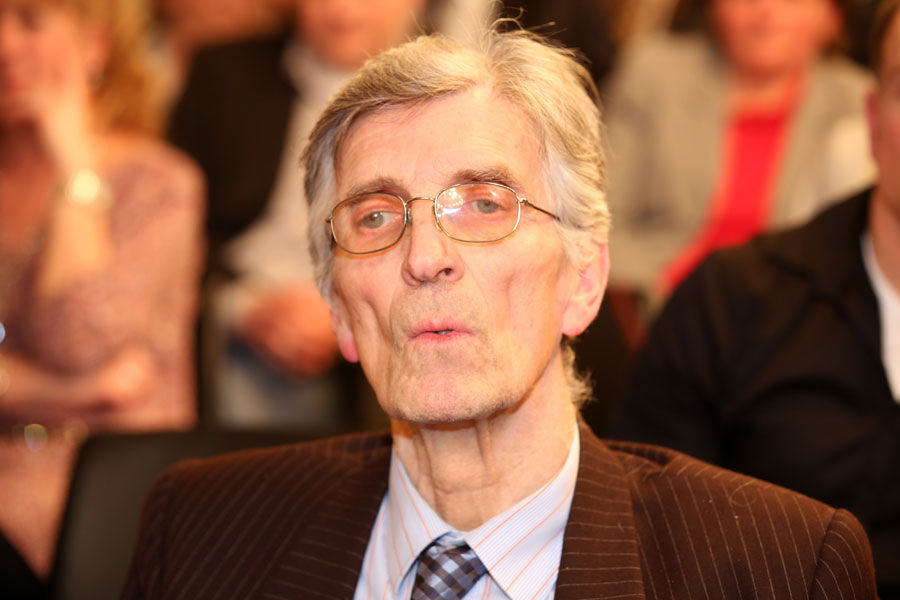
14. September: John Gudenus
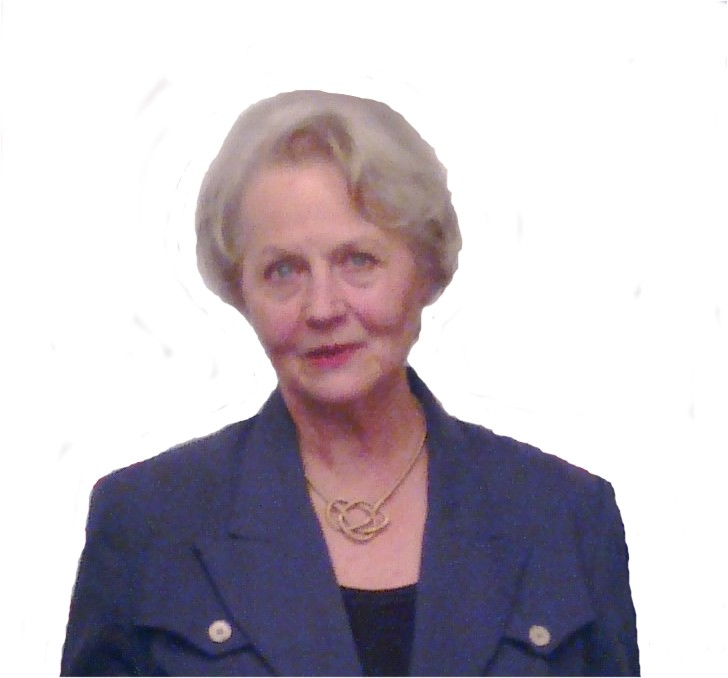
4. Oktober: Brigitte Hamann
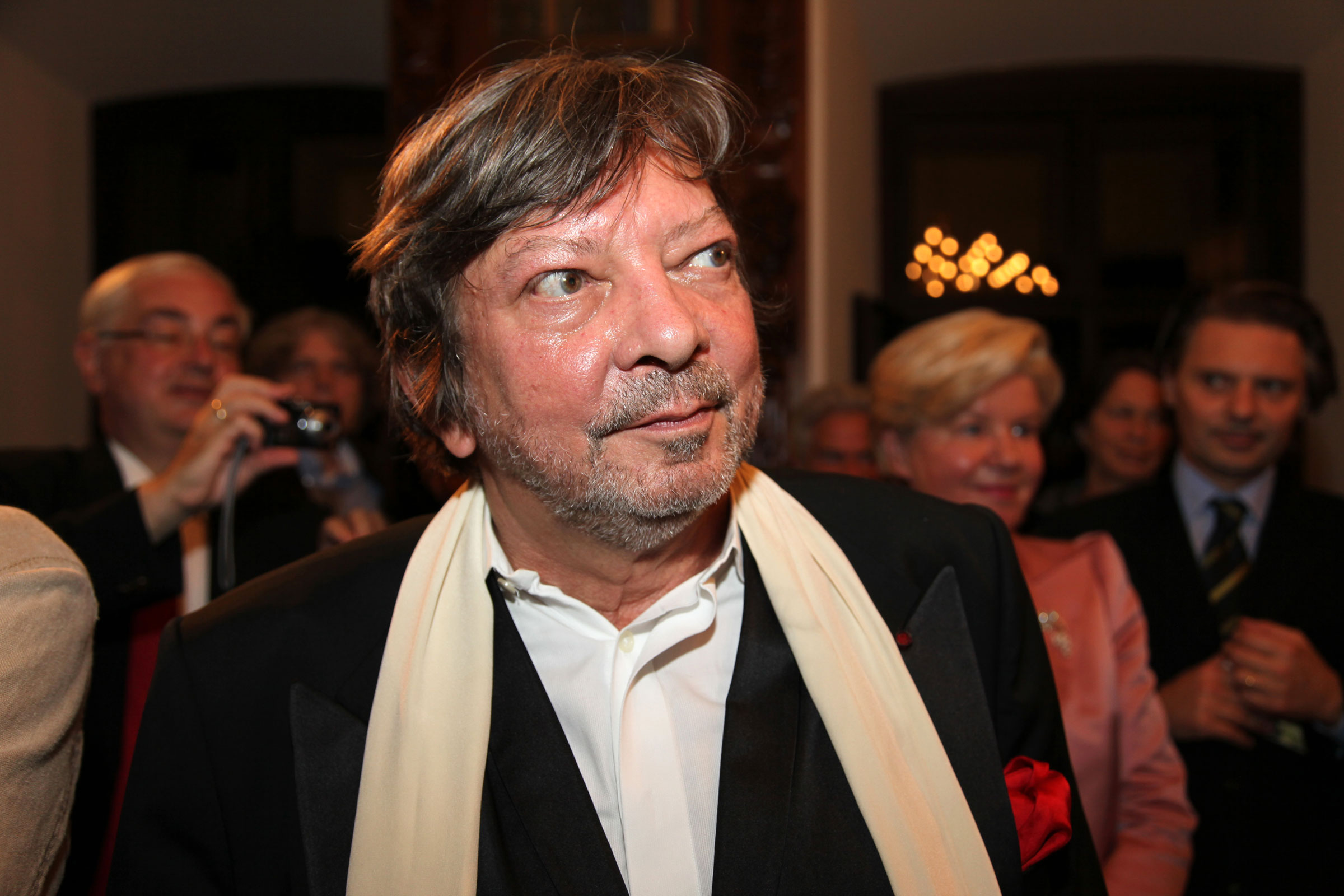
19. November: Heribert Sasse
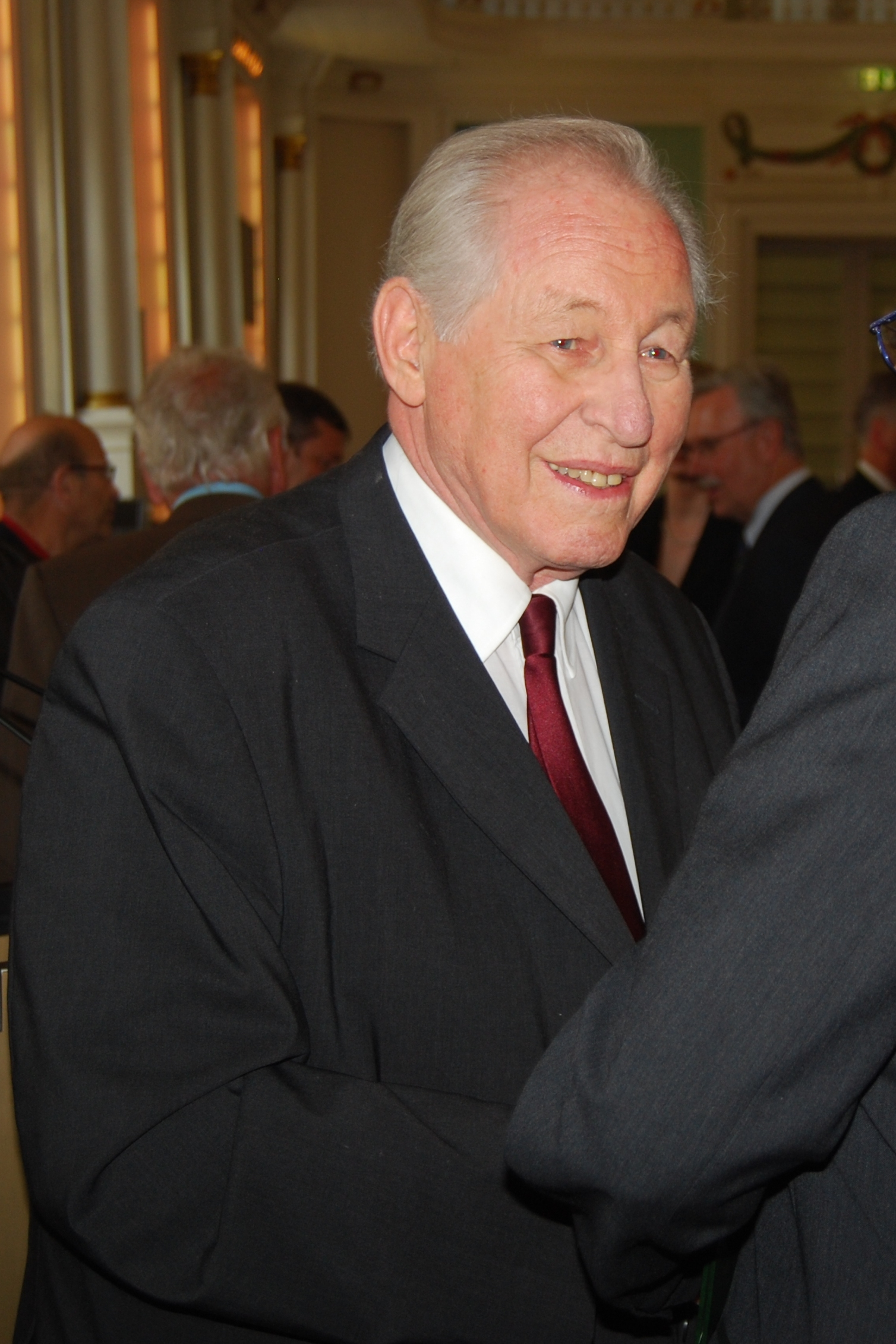
30. Dezember: Josef Krainer junior